# Plouvorn
Plouvorn [pluvɔʁn] est une commune du département du Finistère, dans la région Bretagne en France.

## Géographie
| Trézilidé    | Mespaul     | Plouénan                 |
| Plouzévédé   | Plouvorn    | Taulé                    |
| Plougourvest | Landivisiau | Guiclan, Saint-Thégonnec |

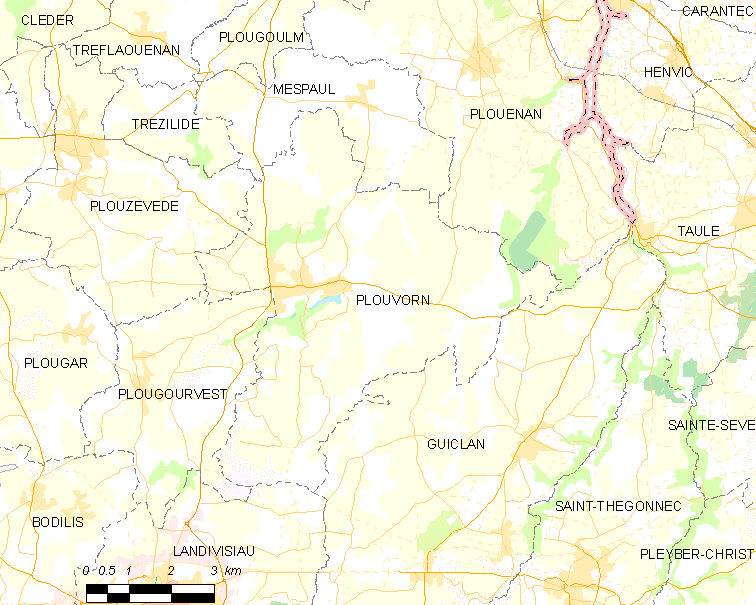
Carte situant la commune de Plouvorn.

La commune est située au nord-nord-est de Landivisiau, sur le plateau du Léon et fait partie historiquement du Pays de Léon, même si elle appartient de nos jours à la communauté de communes du Pays de Landivisiau.

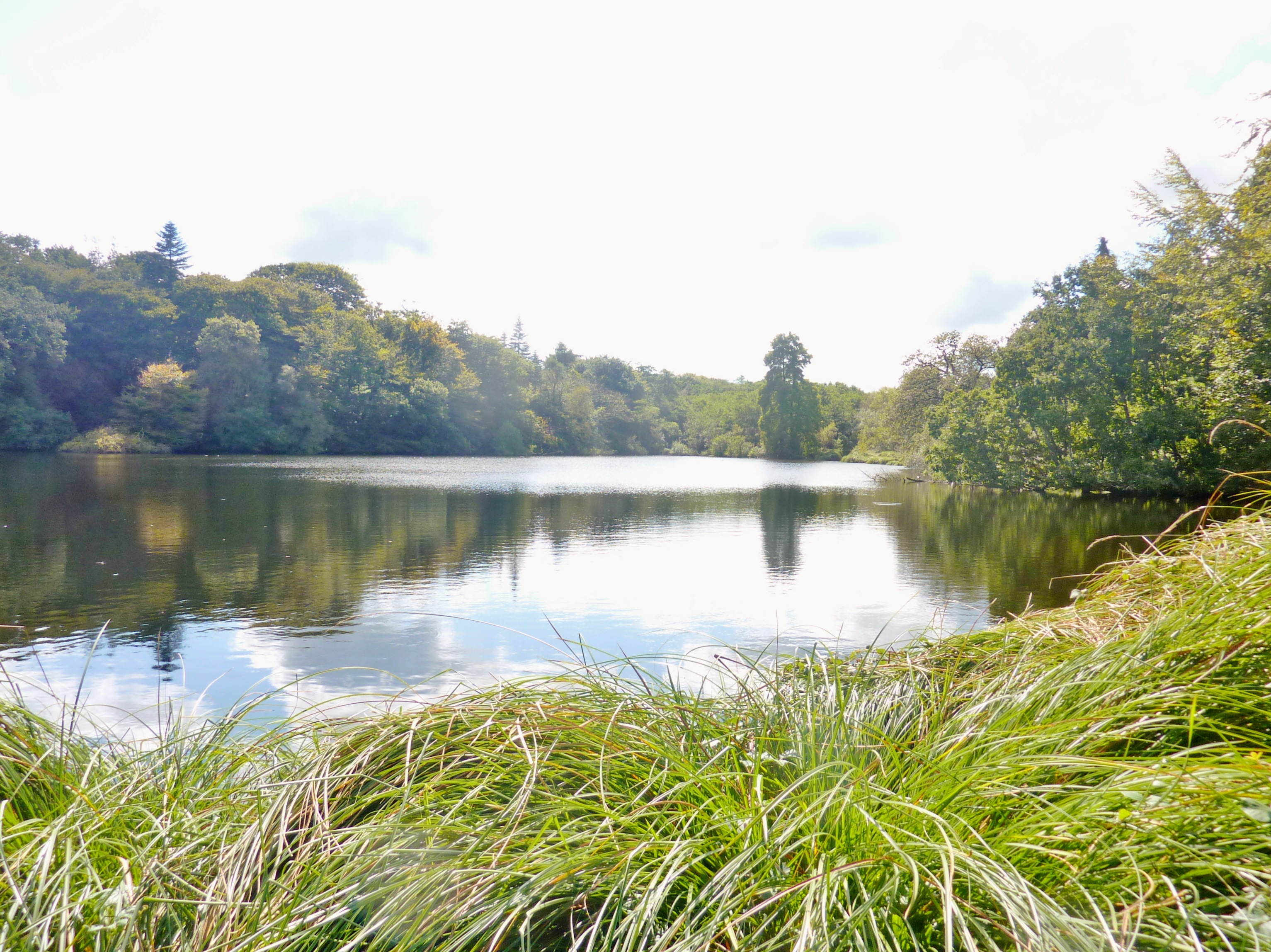
Étang devant le moulin du château de Keruzoret.

Le finage communal, dont les altitudes sont dans l'ensemble comprises entre 60 m et 90 m, s'élève jusqu'à 98 m dans la partie sud-est de son territoire (entre Pen ar C'hoas et Creach Lom) et jusqu'à 111 m d'altitude dans sa partie occidentale (entre Kerscao Bihan et Triévin) et est dans l'ensemble en pente douce vers le nord ; le plateau est entaillé par quelques vallées de modestes cours d'eau, coulant tous vers le nord  et dont les vallées sont vers 40 m d'altitude à leur sortie du territoire communal : le ruisseau  du Guern et celui de Cosquérou servent tous les deux sur une partie de leur cours de limite communale avec Guiclan avant de confluer pour former l'Éon, affluent de rive gauche de la Penzé ; l'Horn, un petit fleuve côtier, traverse la partie centrale de la commune, passant à l'est du bourg (un de ses affluents de rive gauche, après être passé juste au sud de la chapelle de Lambader, alimente l'étang du château de Troërin ainsi que le plan d'eau de Lanorgant et un autre celui de Keruzoret).
La commune présente un paysage agraire de bocage avec un habitat dispersé en de nombreux hameaux. Le bourg est excentré au sein du finage, situé à sa limite ouest avec le finage de la commune de Plougourvest ; il est situé sur une colline, vers 80 m d'altitude, entre les vallées des deux ruisseaux de Troërin (au sud) et de Keruzoret (au nord).
La commune est traversée par deux axes routiers principaux : la route départementale D 69, qui va de Landivisiau à Kerbrat, lieu-dit de la commune de Plougoulm situé sur la rive sud de l'estuaire de l'Horn et la route départementale D 19, qui traverse le bourg de Plouvorn et qui, vers l'est, va en direction de Morlaix ; les deux routes se croisent au carrefour de Croaz Hir.

### Hydrographie
Pour un article plus général, voir Réseau hydrographique du Finistère.
La commune est située dans le bassin Loire-Bretagne. Elle est drainée par l'Horn, l'Éon, le Guern, la rivière l'horn et divers autres petits cours d'eau,.
L'Horn, d'une longueur de 27 km, prend sa source dans la commune  et se jette  dans la Manche à Plougoulm, après avoir traversé sept communes.  Les caractéristiques hydrologiques de l'Horn sont données par la station hydrologique située sur la commune de Mespaul. Le débit moyen mensuel est de 0,66 m3/s. Le débit moyen journalier maximum est de 6,02 m3/s, atteint lors de la crue du 6 février 2014. Le débit instantané maximal est quant à lui de 10,3 m3/s, atteint le même jour.
L'Éon, d'une longueur de 10 km, prend sa source dans la commune de Guiclan et se jette  dans la Penzé à Plouénan. 

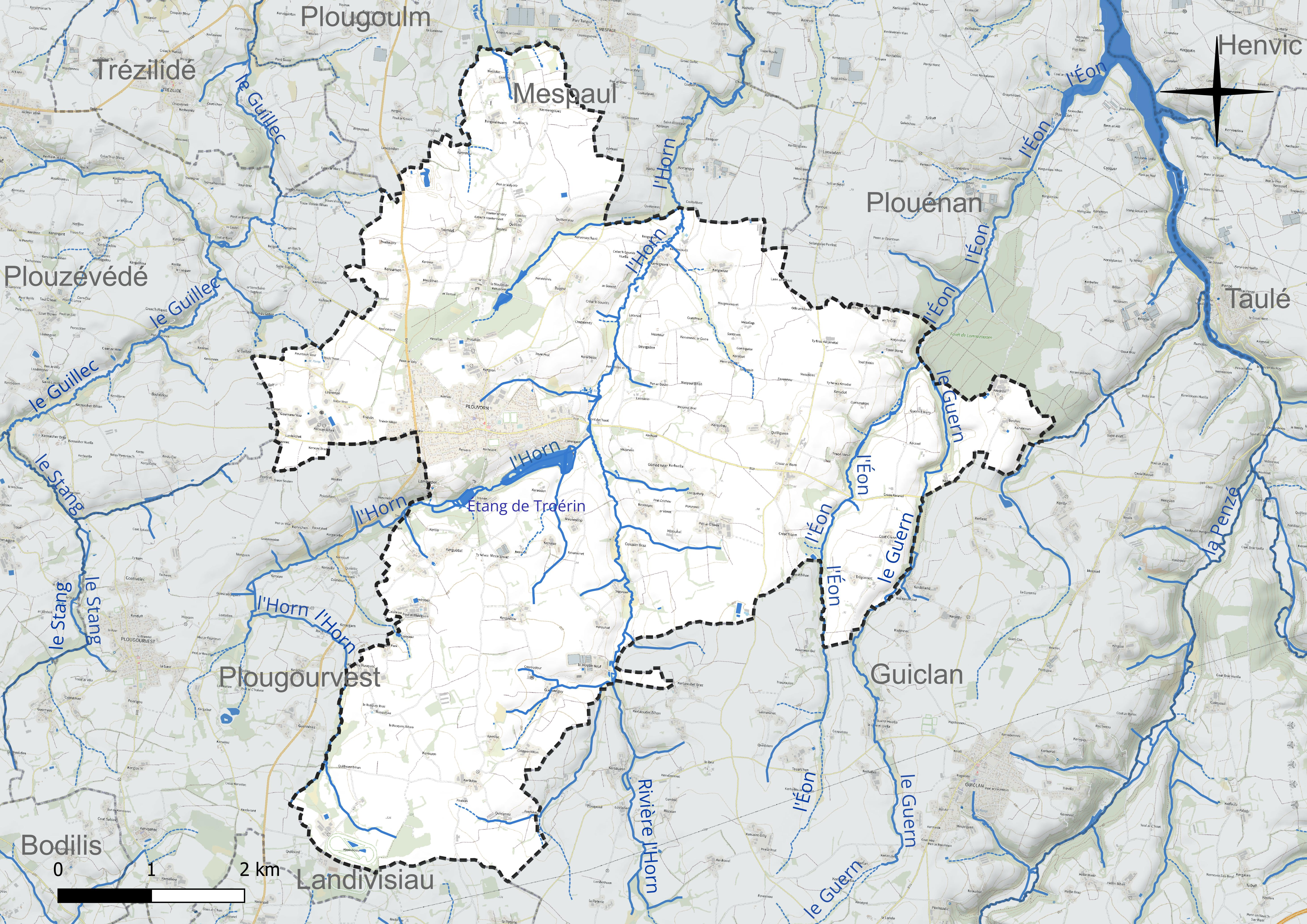
Réseau hydrographique de Plouvorn.

Deux plans d'eau complètent le réseau hydrographique : le plan d'eau de Lanorgant (10,3 ha) et l'étang de Troérin (1,3 ha),.

### Climat
Pour des articles plus généraux, voir Climat de la Bretagne et Climat du Finistère.
En 2010, le climat de la commune est de type climat océanique franc, selon une étude du Centre national de la recherche scientifique s'appuyant sur une série de données couvrant la période 1971-2000. En 2020, Météo-France publie une typologie des climats de la France métropolitaine dans laquelle la commune est exposée à un climat océanique et est dans la région climatique Finistère nord, caractérisée par une pluviométrie élevée, des températures douces en hiver (6 °C), fraîches en été et des vents forts. Parallèlement l'observatoire de l'environnement en Bretagne publie en 2020 un zonage climatique de la région Bretagne, s'appuyant sur des données de Météo-France de 2009. La commune est, selon ce zonage, dans la zone « Monts d'Arrée », avec des hivers froids, peu de chaleurs et de fortes pluies.
Pour la période 1971-2000, la température annuelle moyenne est de 11,3 °C, avec  une amplitude thermique annuelle de 10,1 °C. Le cumul annuel moyen de précipitations est de 980 mm, avec 15,5 jours de précipitations en janvier et 7,9 jours en juillet. Pour la période 1991-2020, la température moyenne annuelle observée sur la station météorologique la plus proche, située sur la commune de Saint-Servais à 11 km à vol d'oiseau, est de 11,6 °C et le cumul annuel moyen de précipitations est de 1 160,4 mm,. Pour l'avenir, les paramètres climatiques de la commune estimés pour 2050 selon différents scénarios d'émission de gaz à effet de serre sont consultables sur un site dédié publié par Météo-France en novembre 2022.

## Urbanisme

### Typologie
Au 1er janvier 2024, Plouvorn est catégorisée bourg rural, selon la nouvelle grille communale de densité à 7 niveaux définie par l'Insee en 2022.
Elle appartient à l'unité urbaine de Plouvorn, une unité urbaine monocommunale constituant une ville isolée,. Par ailleurs la commune fait partie de l'aire d'attraction de Landivisiau, dont elle est une commune de la couronne,. Cette aire, qui regroupe 12 communes, est catégorisée dans les aires de moins de 50 000 habitants,.

### Occupation des sols
L'occupation des sols de la commune, telle qu'elle ressort de la base de données européenne d'occupation biophysique des sols Corine Land Cover (CLC), est marquée par l'importance des territoires agricoles (91,5 % en 2018), une proportion sensiblement équivalente à celle de 1990 (92,3 %). La répartition détaillée en 2018 est la suivante : 
terres arables (63,4 %), zones agricoles hétérogènes (21 %), prairies (7 %), forêts (4,1 %), zones urbanisées (3,8 %), espaces verts artificialisés, non agricoles (0,6 %). L'évolution de l'occupation des sols de la commune et de ses infrastructures peut être observée sur les différentes représentations cartographiques du territoire : la carte de Cassini (XVIIIe siècle), la carte d'état-major (1820-1866) et les cartes ou photos aériennes de l'IGN pour la période actuelle (1950 à aujourd'hui).

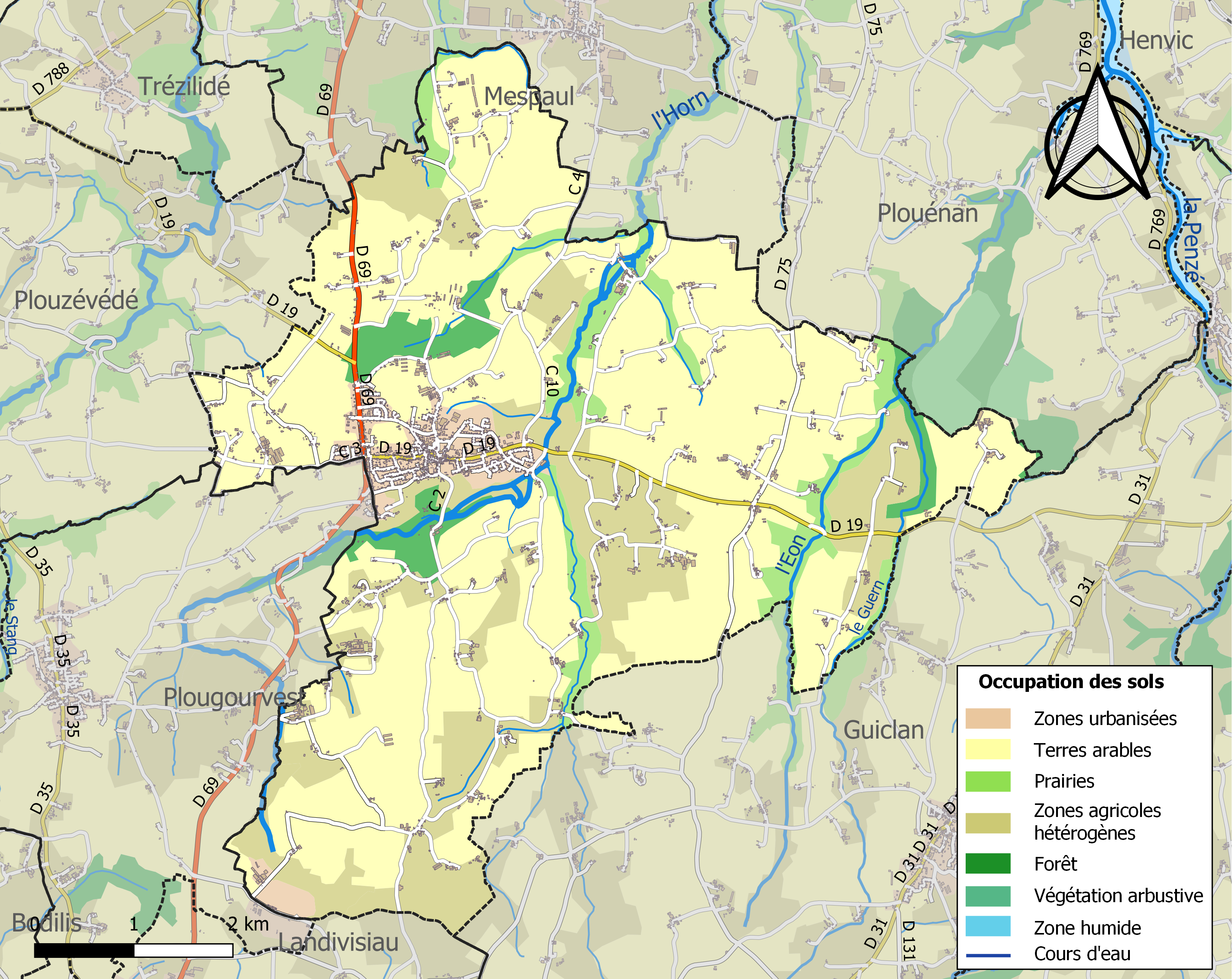
Carte des infrastructures et de l'occupation des sols de la commune en 2018 (CLC).

## Toponymie
Le nom de la localité est attesté sous les formes Ploevaorne en 1282, Ploemahorn vers 1330, Ploemaorn en 1378, 1467 et en 1481, Plouemaorn en 1443 et Plouemorn en 1572.
Plouvorn vient du breton ploe (paroisse) et de Maorn, un saint breton, connu aussi sous le nom de Mahorn ou Mahouarn ; l'existence réelle de ce saint est qualifiée de douteuse par Dom Alexis Lobineau. Plouvorn veut donc dire « Paroisse de Maorn/Morn ».

## Histoire

### Préhistoire et Antiquité

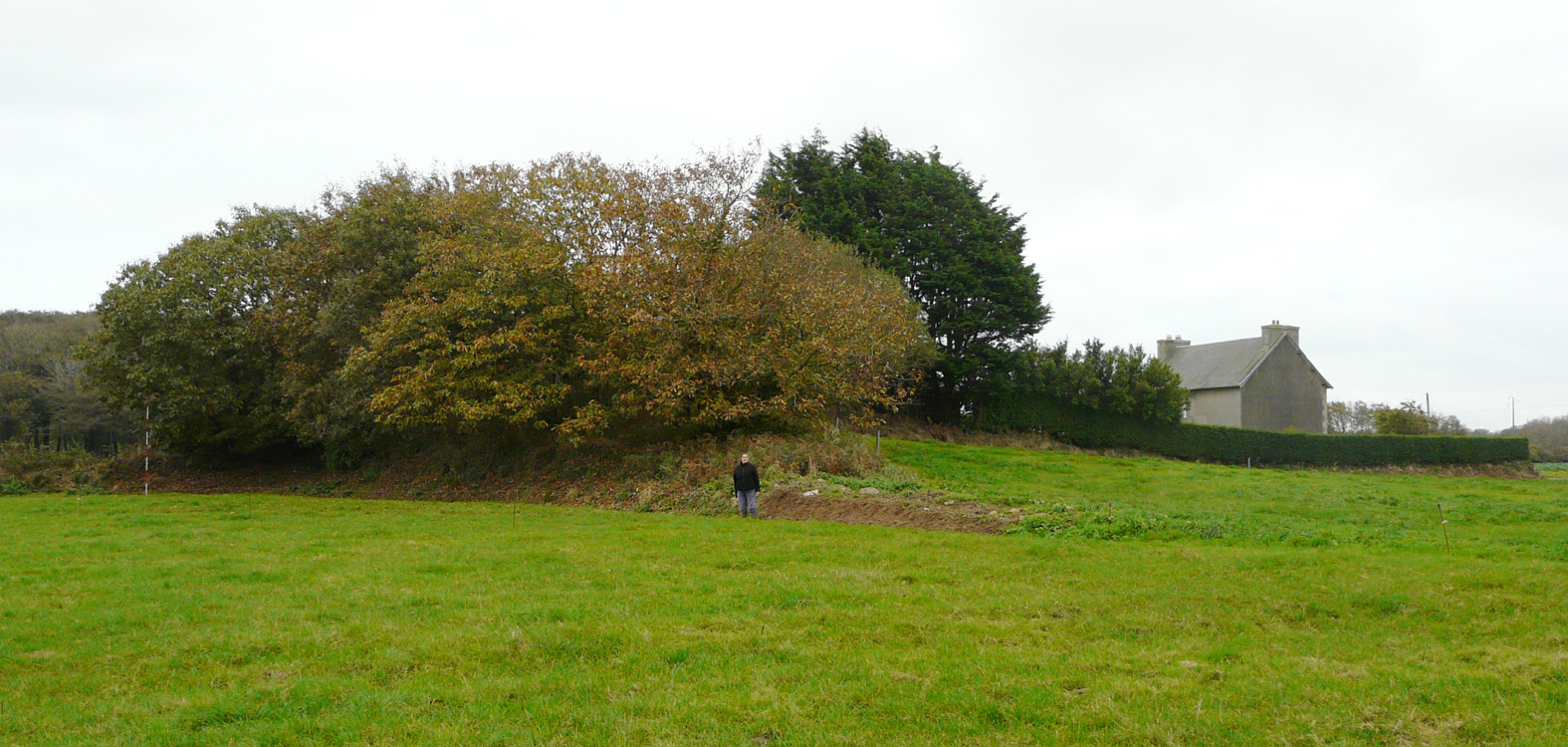
Le tumulus de Kernonen, vue extérieure d'ensemble.

Des tumuli de l'âge du bronze ont été découverts à Plouvorn, dont le tumulus de Kernonen, ainsi que des vestiges gallo-romains et des mottes féodales.

### Moyen Âge
À la fin du XVe siècle, la paroisse, avec ses deux trèves, Mespaul et Sainte-Catherine, compte quarante-deux familles nobles. La paroisse primitive dépend de l'évêché de Léon.
Plouvorn compte 33 nobles lors de la Réformation de 1426 (dont Guyon Kerroignant, seigneur du dit-lieu et de Traoulen, et de Kerguvelen, seigneur du dit-lieu et de Tromeur) ; 8 sont cités lors de la Réformation de 1443 ; 44 lors de la Montre de l'évêché de Léon à Lesneven en 1481 ; etc. La maison noble de Keravefan appartenait en 1320 à Henri Trémic, seigneur de Keravefan. Son petit-fils, Jean Trémic, fut chevalier des Ordres du Roi.

#### La famille de Troërin
La famille de Troërin est connue depuis au moins le XIIe siècle : le sire Pierre Michel de Troërin est cité comme participant à l'assise du comte Geoffroy en 1185 et le sire Pierre Michel de Troërin participe à la première croisade de Saint-Louis à partir de 1248.
La famille de Troërin, seigneurs du dit lieu (l'existence du manoir de Troërin est attestée dès 1413), de Kerjean, de Kergounan (en Lampaul-Ploudalmézeau, de Kerrannou (en Saint-Pol-de-Léon), présente aux montres de 1426 à 1534, fut reconnue d'ancienne extraction noble lors de la réformation de 1669, à la demande d'Anne de Troërin, épouse de Louis de Kerhoas, seigneur de Coatcoulouarn (en Saint-Thégonnec) et du Quellenec. En 1638, Charles de Troërin épousa à Lampaul-Ploudalmézeau Louise de Kerlec'h. Leur petit-fils Jan de Troërin fut lieutenant des maréchaux de France en Bretagne ; il transforma le manoir en château aux alentours de 1717 et fit faire par Isaac Robelin un nouvel aménagement paysager du parc.
L'abbé Jean-Corentin de Troërin, né au château de Kerjean, prêtre en 1767, fut grand vicaire de Jean-François de La Marche, puis, à l'époque du Concordat de Claude André et de Pierre-Vincent Dombidau de Crouseilles, évêques de Quimper et de Léon. Il mourut le 3 mai 1808 à Landerneau.
Le 16 janvier 1798, Henriette-Marie-Salomé de La Tullaye, fille de François-Henri de La Tullaye et de Marie-Anne-Corentine de Troërin, mariés le 20 octobre 1767 à Plouvorn, épousa Charles-Marie-Henri Boscal de Réals, capitaine au régiment de Bresse en 1790, issu d'une famille originaire du Poitou. Depuis le château de Troërin appartient à la famille Boscal de Réals.

### Les Templiers et les Hospitaliers
Lambader est une ancienne commanderie de l'ordre des Templiers et devint ensuite un prieuré des Hospitaliers de l'ordre de Saint-Jean de Jérusalem.

### Temps modernes
La commune est connue pour des faits liés à la révolte des Bonnets rouges en 1675. Au XVIIe siècle, la seigneurie de Penhoët, sise en Saint-Thégonnec, s'étendait alors sur huit paroisses : Plouvorn, Saint-Thégonnec, Taulé, Plougar, Guiclan, Pleyber-Christ, Plounéour-Ménez et Commana. Le manoir du Rusquec (disparu de nos jours) appartenait à la famille du Rusquec, présente aux montres entre 1426 et 1562 et fondue ensuite par mariage dans la famille de l'Estang du Rusquec. D'autres manoirs, aussi disparus de nos jours ont existé à Plouvorn comme celui de Coatcren, édifié à la fin du XVIe siècle par François du Dourdu, sénéchal de Léon en 1580 ou encore ceux de Kerudot, de Kervidones (Kerguidonné), de Lanorgant.
Au XVIIe siècle, la châtellenie de Daoudour (qui avait appartenu avant sa scission à François III de Kergroadès époux de Gilette de Quélen) est subdivisée en deux juridictions : celle de Daoudour-Landivisiau, dite aussi Daoudour-Coëtmeur, qui avait son siège à Landivisiau et comprenait Plouvorn et ses trèves de Mespaul et Sainte-Catherine, Plougourvest et sa trève de Landivisiau, Guiclan, Saint-Thégonnec, Guimiliau, Lampaul-Bodénès, Pleyber-Christ, Commana et sa trève de Saint-Sauveur, Plounéour-Ménez et pour partie Plouénan ; et celle de Daoudour-Penzé, qui avait son siège à Penzé et comprenait Taulé et ses trèves de Callot, Carantec, Henvic et Penzé, Locquénolé, Saint-Martin-des-Champs et sa trève de Sainte-Sève.
Vers 1710, la moitié des paysans de Plouvorn sont aussi tisserands, au moins à temps partiel pendant l'hiver. En 1710, année de disette, sinon de famine, la mortalité augmenta de 108 % à Plouvorn par rapport aux deux années précédentes.
En 1759, une ordonnance de Louis XV ordonne à la paroisse de Plouvorn de fournir 50 hommes et de payer 328 livres pour « la dépense annuelle de la garde-côte de Bretagne ».
En 1763 à Plouvorn, il y avait un recteur, un vicaire, cinq prêtres habitués, un diacre, un acolyte.
En 1770, Guiclan est la paroisse la plus riche du Haut-Léon central : les habitants paient en tout 2 590 livresde capitation (pour 3 100 habitants), devançant Plouvorn (y compris ses trèves de Mespaul et Sainte-Catherine) : 2 524 livres (pour 3 600 habitants), Landivisiau : 1 564 livres (pour 2 400 habitants) et Bodilis : 1 208 livres (pour 2 000 habitants).
Jean-Baptiste Ogée décrit ainsi la paroisse de Plouvorn en 1778 :

« Plouvorn, à deux lieues un quart au sus-sud-ouest de Saint-Pol-de-Léon, son évêché et sa subdélégation ; à 41 lieues de Rennes. Cette paroisse ressortit à Lesneven et compte 4 200 communiants, y compris ceux de Mespaul et Sainte-Catherine, ses trèves ; la cure se présente par l'évêque. Des vallons, des ruisseaux, des prairies, des terres bien cultivées et abondantes en grains, lin et fruits pour le cidre : voilà ce que le territoire présente à la vue […] »

### Révolution française et Empire
François Ouroual, originaire de Ploudiry, est élu recteur constitutionnel de Plouvorn ; arrivé dans sa paroisse le 1er janvier 1792, il doit repartir aussitôt et il faut le recours à 200 hommes de troupe pour parvenir à l'imposer aux paroissiens. Il parvient à se maintenir jusqu'au Concordat de 1801 ; mais, pendant qu'il officie devant quelques fidèles seulement dans l'église paroissiale, le curé réfractaire officie dans la chapelle de Lambader devant cinquante fois plus de paroissiens.
En mars 1793, les paysans révoltés du Léon s'insurgent à l'occasion de la levée de 300 000 hommes, après leur défaite lors de la bataille de Kerguidu. Ils se soumettent à Canclaux, commandant en chef de l'Armée des côtes de Brest ; ils remettent leurs armes, des otages, et payent les frais de l'expédition.
Les communes insurgées acceptent le 27 mars 1793 les conditions suivantes : « tous les particuliers […] seront désarmés dans tiers [trois] jours à la diligence de leurs conseils généraux […] et tous les fusils seront remis et toutes autres armes offensives, aux administrateurs de leurs districts respectifs […] ; le contingent des dites communes sera fourni dans tout délai de demain (...) ; les frais de l'emploi de la force armée et autres dépenses nécessitées par la révolte des paroisses seront réglées par une contribution dont la masse sera répartie entre les dites paroisses […], et payée dans tiers jours après qu'elle sera connue ; […] les principaux coupables et les chefs de l'insurrection dans chacune des trois communes seront désignés par elles aux commissaires ; […] les cloches des dites paroisses seront descendues […] ; les ponts abattus par les rebelles seront rétablis aux fais des paroisses insurgées […] ; les communes (...) fourniront chacune quatre otages de choix et parmi leurs notables habitants pour sûreté de l'accomplissement des conditions ci-dessus […] ». Le conseil municipal de Plouvorn accepta ces conditions et désigna des otages. Plouvorn dut payer 9 000 livres.
Le 21 août 1795, la municipalité, constituée en 1790, demande aux représentants du peuple « d'accorder l'église paroissiale aux citoyens Abgrall et Corre, prêtres catholiques, apostoliques et romains, attendu qu'ils sont suivis par plus de 2 500 individus, et au citoyen Ouroual, ancien curé constitutionnel, la chapelle de Lambader, attendu qu'il n'est suivi pour cet effet (le culte) que d'environ 50 individus ».
En 1799, il n'y a plus que 46 marchands de toiles à Saint-Thégonnec (mais c'est encore la commune où ils sont les plus nombreux), 26 à Guiclan, 23 à Plouvorn, 16 à Bodilis, 10 à Landivisiau, 4 à Saint-Servais, etc..

### LeXIXesiècle
En 1835 une école de filles ouvre à Plouvorn « dans un appartement trop petit et incommode » ; on y apprend « à lire le breton et le latin et à faire du tricot ». Dès 1840, grâce à l'action  de Mr de Keruzoret et de son gendre le comte de Kerdrel, Plouvorn eût une école chrétienne, dont la direction fut confiée aux Frères de l'instruction chrétienne de Ploërmel. « Le premier maître […] fut le frère Zoel, éducateur émérite, qui déploya un zèle remarquable pendant la famine de 1845-1846 et qui mourut au bout de quelques années victime de son zèle à soigner les malades pendant la grave épidémie de typhoïde et de choléra de 1850-1851 ». En 1856, l'école des garçons est jugée « remarquable sous tous les rapports » ; elle accueille alors 120 élèves, dont 15 adultes, et 118 d'entre eux savent lire et écrire, selon l'inspecteur.
A. Marteville et P. Varin, continuateurs d'Ogée, décrivent ainsi Plouvorn en 1853 : 

« Plouvorn (sous l'invocation de saint Pierre et saint Paul) : commune formée par l'ancienne paroisse du même nom, moins sa trève Mespaul […], devenue commune[…]. Principaux villages : Kergoulouarn, Créachantern, Mesmeur, Kergonan, Traonmeur, Kerdrein, Kervinguy, Kerguédal, Lannorgant. Manoir du Rusquec. Superficie totale : 3 389 ha, dont […] terres labourables 1 670 ha, prés et pâtures 286 ha, bois 153 ha, étangs et canaux 7 ha, landes et incultes 1 080 ha […]. Moulins : 15 (de Keruzoret, de Troërisi [en fait Troërin], de Keroignant, Neuf, de Lannorgant, de Traonmeur, Arc'han, à eau. […] Géologie : le micaschiste domine, mais le schiste argileux se montre dans l'est. On parle le breton. »

François Quéré, sonneur de cloches à Plouvorn, fut zouave pontifical, participant notamment à la bataille de Castelfidardo lors de laquelle il fut blessé, puis à la bataille de Mentana et, en 1870, à la défense de Rome. Rentré en France, il participa à la guerre de 1870 en tant que volontaire de l'Ouest, participant aux combats d'Orléans, de Brou, puis à la bataille de Loigny au cours de laquelle il fut mortellement blessé.
Le pourcentage de conscrits illettrés à Plouvorn entre 1858 et 1867 est de 49 %.
L'école de Plouvorn avait 246 élèves en 1881 ; la laïcisation de cette école en 1887 fit passer ses effectifs à 142 élèves en 1888 en raison de l'ouverture d'une école privée catholique ; ils n'étaient plus que 16 en 1902 contre 263 élèves pour l'école privée. Un instituteur public de Plouvorn déclare en 1894 : « Depuis longtemps j'ai renoncé à aller récolter des insultes à l'église » ». Le recteur refusait alors l'absolution aux parents qui mettaient leurs enfants à l'école publique. « Aujourd'hui, les cultivateurs aisés envoient leurs enfants dans un internat pendant plusieurs années pour leur faire mieux apprendre le français » note le maire de Plouvorn en 1889. L'école publique ferma en 1940.

### LeXXesiècle

#### LaBelle Époque
Le 22 novembre 1906, avec un grand déploiement de forces, l'inventaire des biens d'église de Plouvorn pût être fait sans incidents graves, le clergé ayant prêché énergiquement le calme ; les portes de l'église paroissiale étant fermées, elles furent forcées par des crocheteurs aidés de quelques soldats.

#### La Première Guerre mondiale

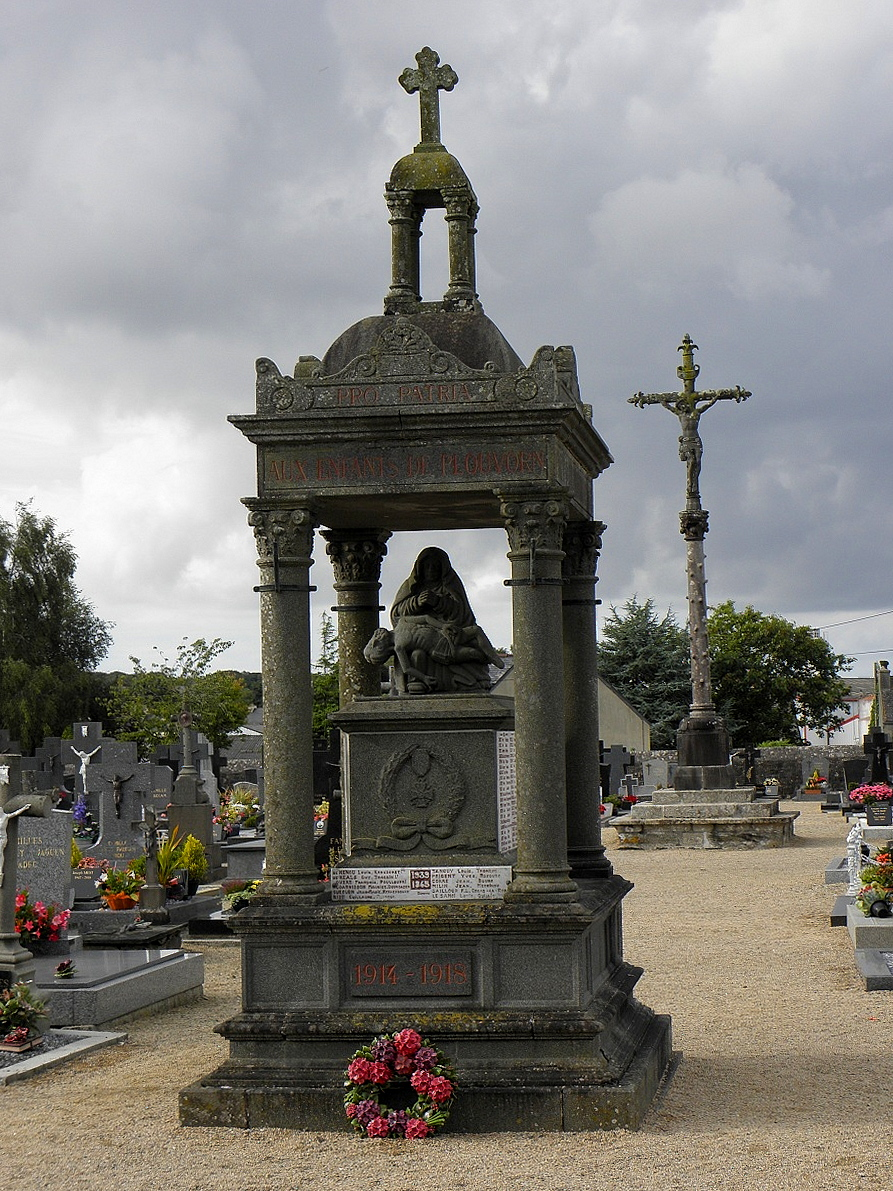
Le monument aux morts de Plouvorn.

Le monument aux morts de Plouvorn porte les noms de 144 soldats morts pour la France pendant la Première Guerre mondiale. Parmi eux, Yves Harnay de la Médaille militaire ; Nicolas Berthevas, Yves Corvé et Jean Tonnard ont été tous les trois décorés de la Médaille militaire et de la Croix de guerre. Le frère de ce dernier, Yves Tonnard, est également mort pour la France. Maurice Simon est mort en Grèce, Jean Enez et Jean Nédélec en Belgique ; Jean Jaffrès, matelot électricien, est disparu en mer lors du naufrage du Léon Gambetta le 27 avril 1915 ; Hervé Goumelon est mort alors qu'il était prisonnier en Allemagne ; Antoine Waldimir est mort en Allemagne après l'armistice le 31 janvier 1919; la plupart des autres sont morts sur le sol français.
Quatre frères originaires de Plouvorn, Hervé, Jean-Louis, Yves et François Allain, ont combattu pendant la Première Guerre mondiale, dont deux sur le front d'Orient (Hervé, soldat au 3e régiment d'infanterie coloniale et Yves, soldat au 175e régiment d'infanterie) ; les quatre eurent la chance de rentrer vivants.

#### L'Entre-deux-guerres
En 1923, il y avait 3 garçons et 4 filles dans les deux écoles publiques de Plouvorn contre environ 150 garçons et 200 filles (grâce à un internat) dans les deux écoles catholiques de la commune. L'école publique devint mixte en 1924 et ferma en 1940.

#### La Seconde Guerre mondiale
Le monument aux morts de Plouvorn porte les noms de douze personnes mortes pour la France pendant la Seconde Guerre mondiale. Parmi les soldats tués, Louis de Menou et Guy de Réals ont été tous deux décorés de la Médaille militaire et de la Croix de guerre.
Léon Picart fut déporté le 22 janvier 1944 depuis Compiègne vers le camp de concentration de Buchenwald, puis à Ravensbrück, Dora et Bergen-Belsen d'où il fut rapatrié le 15 avril 1945.

#### Depuis 1944
La venue le 14 décembre 1944 d'une des quatre statues de Notre-Dame de Boulogne fut l'occasion d'une manifestation de piété populaire : 21 arcs de triomphe furent dressés dans la paroisse le long de l'itinéraire qu'elle parcourut.
Le 4 mars 1945, les militants de l'Action catholique de Plouvorn remettent au maire une pétition revêtue de 290 signatures demandant « de vouloir bien interdire les bals » dans la commune. Le Conseil municipal approuva par douze voix contre deux.
En 1953 le quartier de Lesvenan et Dalar Veur, situé à l'est de la commune de Plouzévédé et éloigné de ce bourg, mais proche de celui de Plouvorn, est annexé par Plouvorn.
L'école publique de Plouvorn, devenue mixte, n'a que 20 élèves en 1953 contre 144 garçons et 127 filles dans les deux écoles privées catholiques. L'école publique ferma en 1971.
Cinq personnes originaires de Plouvorn sont mortes pendant la guerre d'Algérie.

## Politique et administration

### Administration municipale
Le nombre d'habitants au dernier recensement étant compris entre 2 500 et 3 499, le nombre de membres du conseil municipal est de 23.

### Rattachements administratifs et électoraux
Sur le plan administratif, la commune dépend de l'arrondissement de Morlaix et avant la réforme territoriale de 2014 du canton de Plouzévédé.
Sur le plan électoral, depuis la réforme territoriale de 2014, la commune dépend du canton de Landivisiau.

## Population et société

### Démographie
L'évolution du nombre d'habitants est connue à travers les recensements de la population effectués dans la commune depuis 1793. Pour les communes de moins de 10 000 habitants, une enquête de recensement portant sur toute la population est réalisée tous les cinq ans, les populations de référence des années intermédiaires étant quant à elles estimées par interpolation ou extrapolation. Pour la commune, le premier recensement exhaustif entrant dans le cadre du nouveau dispositif a été réalisé en 2004.
En 2022, la commune comptait 2 932 habitants, en évolution de +2,34 % par rapport à 2016 (Finistère : +2,16 %, France hors Mayotte : +2,11 %).
| 1793  | 1800  | 1806  | 1821  | 1831  | 1836  | 1841  | 1846  | 1851  |
| ----- | ----- | ----- | ----- | ----- | ----- | ----- | ----- | ----- |
| 2 750 | 2 623 | 3 241 | 2 802 | 3 182 | 3 499 | 3 549 | 3 572 | 3 370 |

| 1856  | 1861  | 1866  | 1872  | 1876  | 1881  | 1886  | 1891  | 1896  |
| ----- | ----- | ----- | ----- | ----- | ----- | ----- | ----- | ----- |
| 3 135 | 3 065 | 3 256 | 3 210 | 3 311 | 3 191 | 3 161 | 3 130 | 3 088 |

| 1901  | 1906  | 1911  | 1921  | 1926  | 1931  | 1936  | 1946  | 1954  |
| ----- | ----- | ----- | ----- | ----- | ----- | ----- | ----- | ----- |
| 3 020 | 3 015 | 2 982 | 2 746 | 2 802 | 2 785 | 2 723 | 2 572 | 2 548 |

| 1962  | 1968  | 1975  | 1982  | 1990  | 1999  | 2004  | 2006  | 2009  |
| ----- | ----- | ----- | ----- | ----- | ----- | ----- | ----- | ----- |
| 2 630 | 2 619 | 2 525 | 2 700 | 2 584 | 2 573 | 2 697 | 2 753 | 2 755 |

| 2014  | 2019  | 2022  | - | - | - | - | - | - |
| ----- | ----- | ----- | - | - | - | - | - | - |
| 2 830 | 2 862 | 2 932 | - | - | - | - | - | - |

#### Évolution du rang démographique
| selon la population municipale des années : | 1968 | 1975 | 1982 | 1990 | 1999 | 2006 | 2009 | 2013 |
| Rang de la commune dans le département      | 59   | 66   | 68   | 78   | 79   | 79   | 81   | 82   |
| Nombre de communes du département           | 286  | 283  | 283  | 283  | 283  | 283  | 283  | 283  |

En 2017, Plouvorn était la 82e commune du département en population avec ses 2 870 habitants (territoire en vigueur au 1er janvier 2020), derrière Rédené (81e avec 2 908 habitants) et devant Plouédern (83e avec 2 813 habitants).

### Enseignement et structures de loisirs
- École Notre-Dame-de-Lambader.
- Centre de loisirs et Centre aéré
- Bibliothèque et Cyberespace
- Un nouvel espace culturel, équipé d'une salle de spectacle baptisée "Roger Lerrol", offrant 440 places assises et 700 places debout, ainsi qu'une "Maison de l'enfance", ont été inaugurés en 2017[61].
- Le plan d'eau de Lanorgant, inauguré en 1975, permet des activités nautiques et de loisirs divers et est équipé d'une aire pour les camping-cars ; un chemin de promenade long d'un peu plus de 2 km en fait le tour[62].

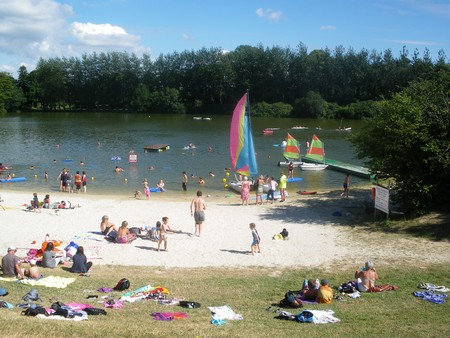
Plan d'eau de Lanorgant : la plage
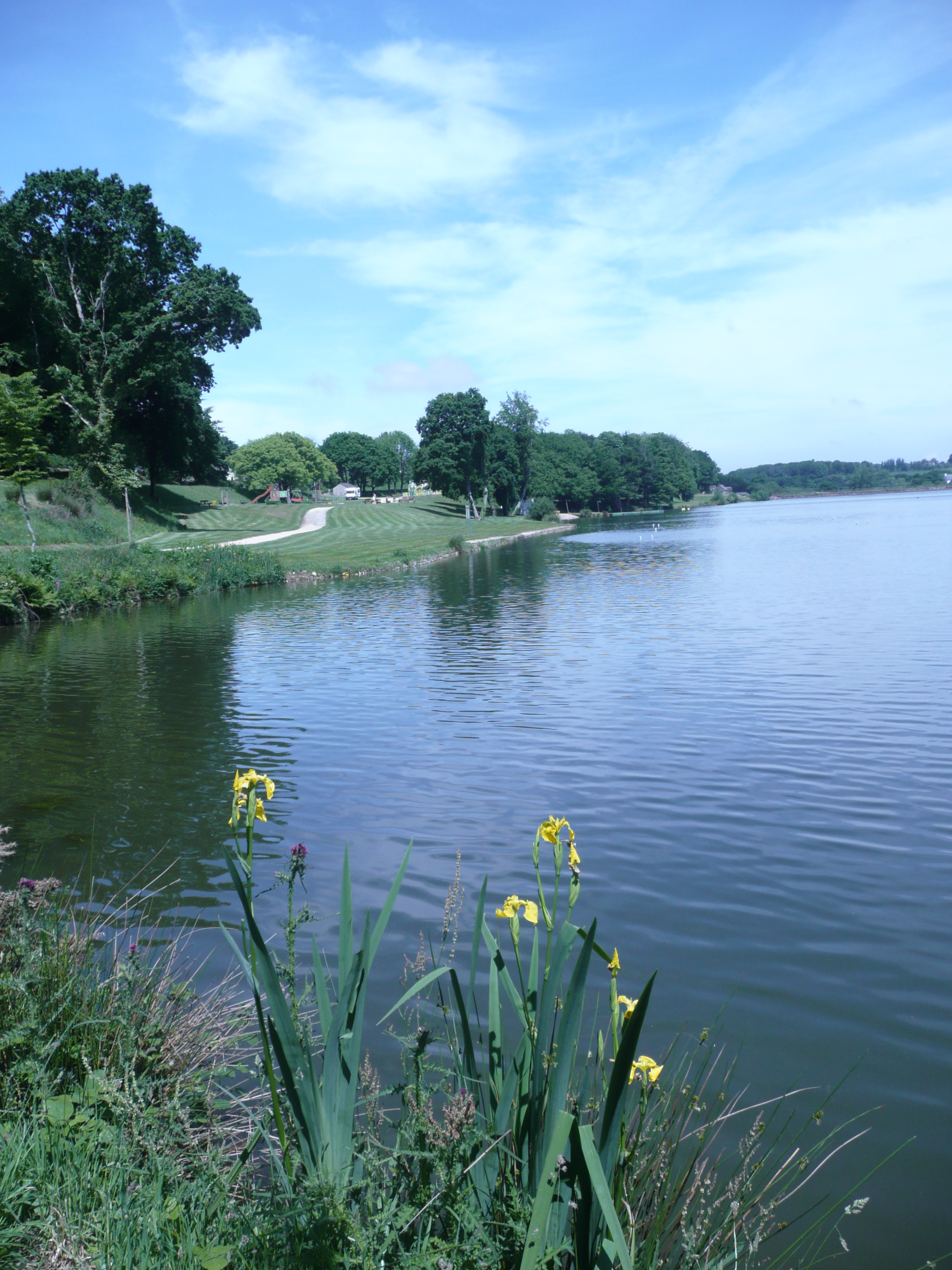
Le plan d'eau de Lanorgant et son chemin de promenade

### Manifestations culturelles et festivités

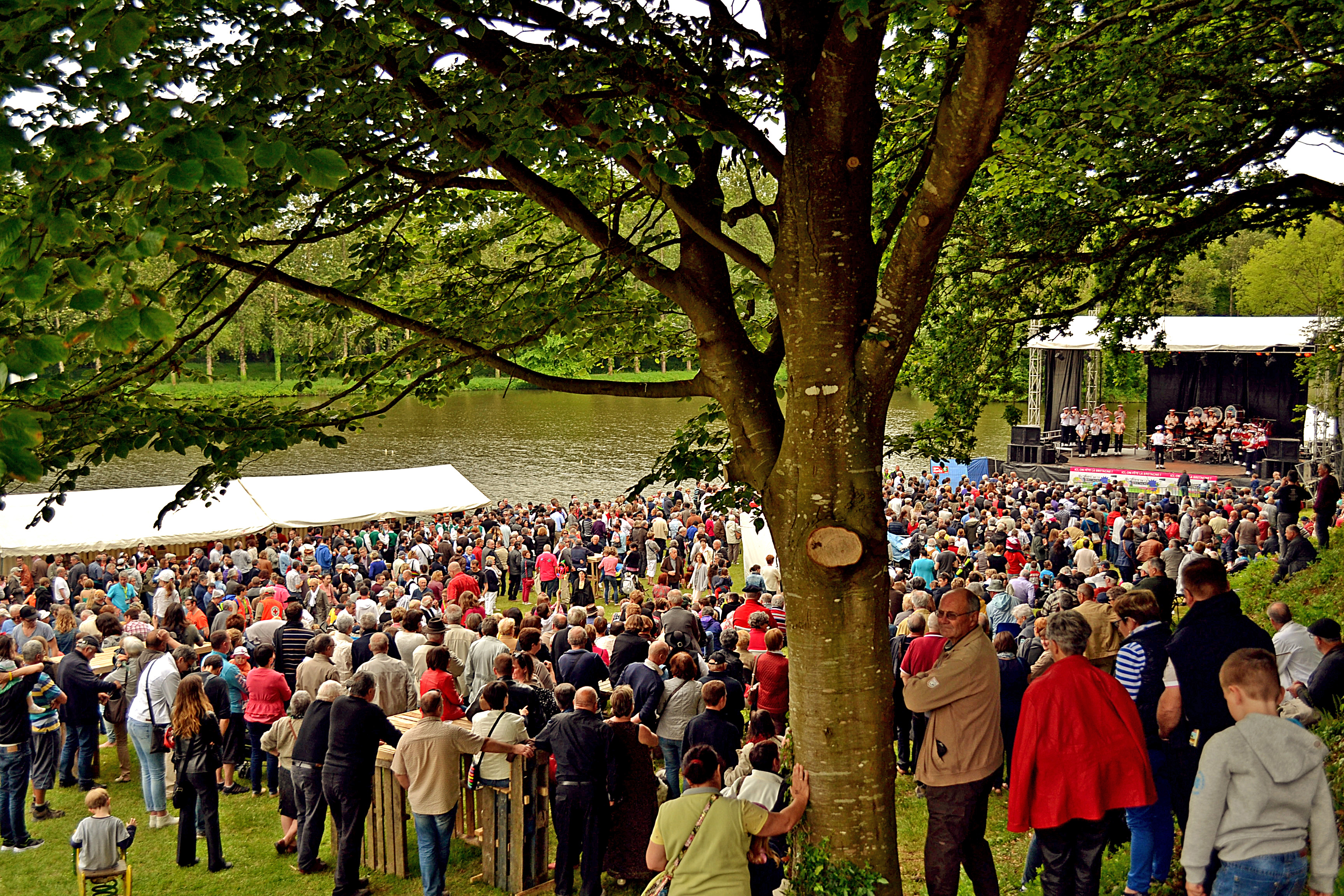
Gouel Bro Leon 2015 au plan d'eau

- Festival Gouel Bro Leon, rassemblement de bagadoù, cercles celtiques et groupes au plan d'eau, défilés et animations.
- Son et lumière, fin juillet ou début août, retraçant la vie dans la campagne léonarde du Moyen Âge à la fin de la Seconde Guerre mondiale. Cette animation proposée par l'association Avel Lambader sur deux jours se déroule près de la chapelle Notre-Dame-de-Lambader dans un cadre de verdure, avec à la fin du spectacle un feu d'artifice « embrasant » la chapelle. Après avoir joué le spectacle son et lumière « Mémoires de terres » durant six ans, il est remplacé par un spectacle journalier : en 2009 l'animation interactive s'intitule « Le secret des chiffonniers » et en 2010 « Le livre secret »[63].
- Association de danse bretonne
- Troadé, le festival des jeux. Un festival annuel d'un week-end entier, avec des jeux de société, des jeux d'adresse, et des jeux de plateau. Lors de ce festival, de nombreux éditeurs, créateurs, associations et sociétés à vocation ludiques vous présenteront leurs jeux. Par ailleurs, vous y trouverez plusieurs animations comme des tournois, une tombola avec plusieurs jeux à gagner, un concours pour les créateurs de jeux, etc.

### Sports
- Football : Avant-Garde Plouvorn[64] (AGP) évoluant en Régional 1[65]
- Handball : Plouvorn Handball[66]
- Cyclisme : Cyclo-club-VTT Plouvorn[67]
- Athlétisme : Les Foulées Plouvornéennes (course à  pied)
- Autres : Clubs de tennis, judo, pétanque, bouliste, gym

## Culture locale et patrimoine

### Lieux et monuments

#### Patrimoine religieux
L'Église paroissiale Saint-Pierre (XVIIe siècle) remplace un édifice élevé aux XIVe et XVe siècles. Elle est restaurée au XIXe siècle. L'édifice, qui porte la date de 1865 sur des murs et 1666 sur un contrefort, comprend une nef de six travées avec bas-côtés, précédée d'un clocher, un transept et un chœur accosté de deux chapelles communiquant avec le transept. Le clocher à double galerie et les fonts baptismaux datent de 1709 et proviennent de l'ancien édifice. De 1860 à 1865, l'église est agrandie selon les plans d'Édouard Puyo, architecte à Morlaix. Des baies sont alors percées et le mur est rehaussé.
La chapelle Notre-Dame de Lambader est placée en bordure d'une ancienne voie romaine et fréquentée au Moyen Âge par les pèlerins du Tro Breiz. Elle tire peut-être son nom de saint Patern, ancien évêque de Vannes (Lann-Patern en breton, le « monastère de Saint-Patern » en français) et l'un des sept saints fondateurs de la Bretagne. Le chevalier Guillaume du Penhoat aurait fait le vœu d'édifier une chapelle à cet endroit à la suite de son retour miraculeux de la septième croisade en 1248, mais la chapelle actuelle est plus tardive, construite entre 1432 et 1440. Construction gothique, calquée sur la chapelle Notre-Dame du Kreisker à Saint-Pol-de-Léon (29) (hauteur du clocher : 57 mètres). La flèche octogonale est flanquée de 4 clochetons de 10 m avec à sa base une galerie à balustrade quadrilobée et le clocher culmine à plus de 57 mètres. Le jubé, autrefois polychrome, est une véritable dentelle de bois et date des environs de 1410-1420 (restauré en 1877) ; de sa tribune au décor Renaissance et à laquelle on accède par un escalier à vis se faisaient les lectures pieuses ; il porte, tournées vers le chœur, les statues des douze Apôtres. Les statues qui ornent la chapelle sont récentes pour la plupart et datent du début du XXe siècle, œuvres de Denis Derrien, sculpteur à Saint-Pol-de-Léon. La « Vierge de Lambader », en bois polychrome, date de la première moitié du XVIe siècle ; quatre statues en kersanton représentent saint Patern, saint Goueznou, saint Divy et saint Goulven. Une fontaine avec une pietà est située en contrebas du mur sud de la chapelle. Une autre fontaine se trouve à 300 mètres, dénommée Feunteun Wenn, « fontaine de dévotion ». Les vitraux, qui datent de 1931 à 1945 et sont l'œuvre de L. Balmet, de Grenoble, représentent pour la plupart représentent les 15 mystères du Rosaire, les 5 mystères joyeux, les 5 mystères douloureux et les 5 mystères glorieux. Le calvaire du placître date du XVIe siècle, mais a été remanié au XIXe siècle. La chapelle a été classée monument historique par liste en 1840. Le Pardon est célébré traditionnellement le lundi de Pentecôte.
- Chapelle Saint-Trémeur (XVIe siècle), transférée en 1796 dans la cour du château de Keruzoret. Il s'agit aujourd'hui d'un édifice moderne à plan rectangulaire. La statue de saint Trémeur est céphalophore car le saint a eu la tête tranchée par son père Conomor, considéré comme le Barbe-Bleue breton.
- Chapelle Sainte-Anne (XVIIe siècle), dépendante du manoir de Tromeur. Au XVIIe siècle, le seigneur de Ternant, alors propriétaire du manoir, ruiné par une servante, découvre la chapelle pour en vendre les ardoises. Endommagée par les révolutionnaires, elle est entretenue grâce aux offrandes des fidèles en 1810. Le pape Grégoire XVI accorde en 1842 une indulgence plénière aux prêtres célébrant la messe dans la chapelle. Restée propriété privée pendant des années, le propriétaire actuel du Manoir Marc Fonlladosa en a fait don à la commune, elle accueille un pardon le 26 juillet, jour de la sainte Anne.

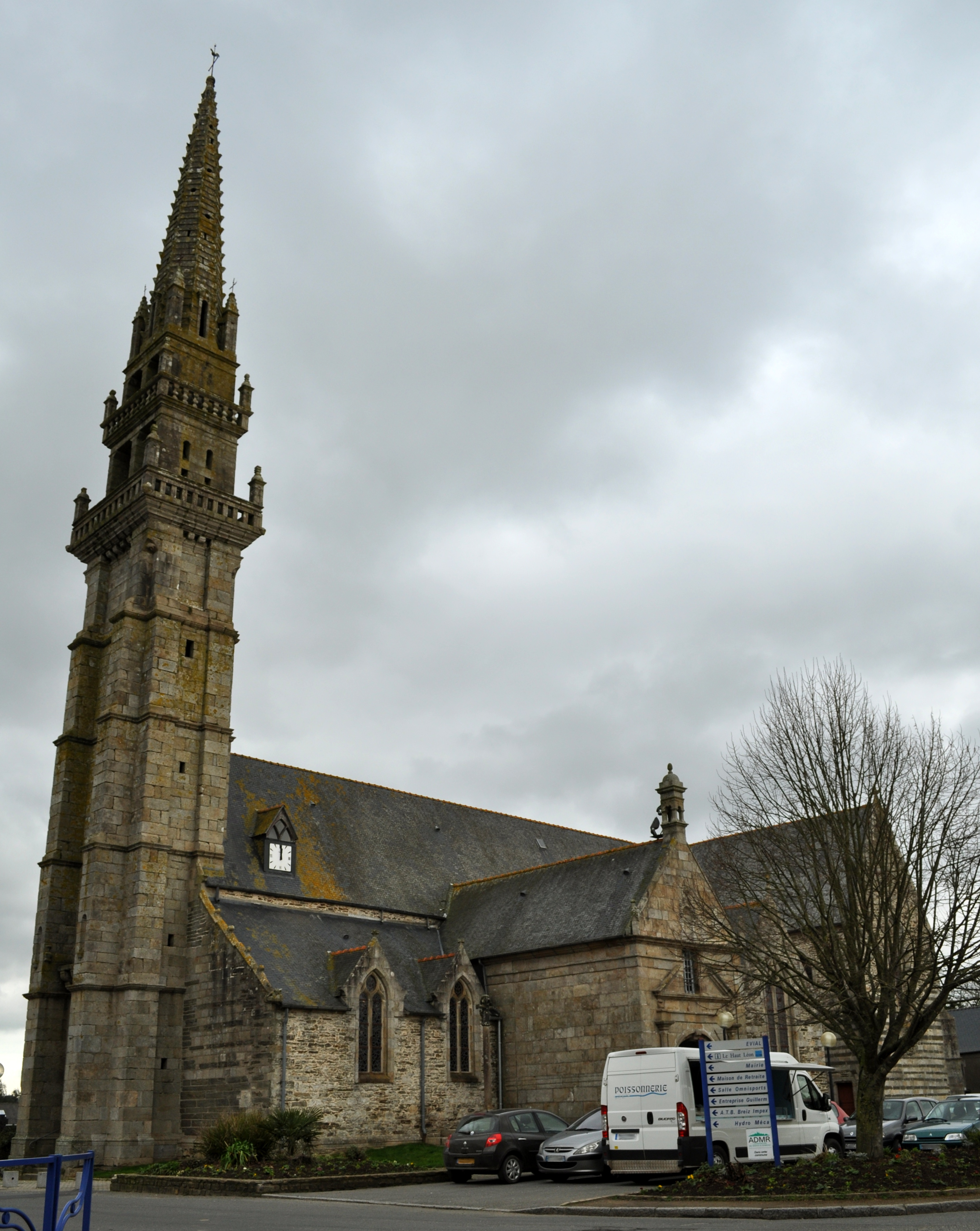
L'église paroissiale de Plouvorn.
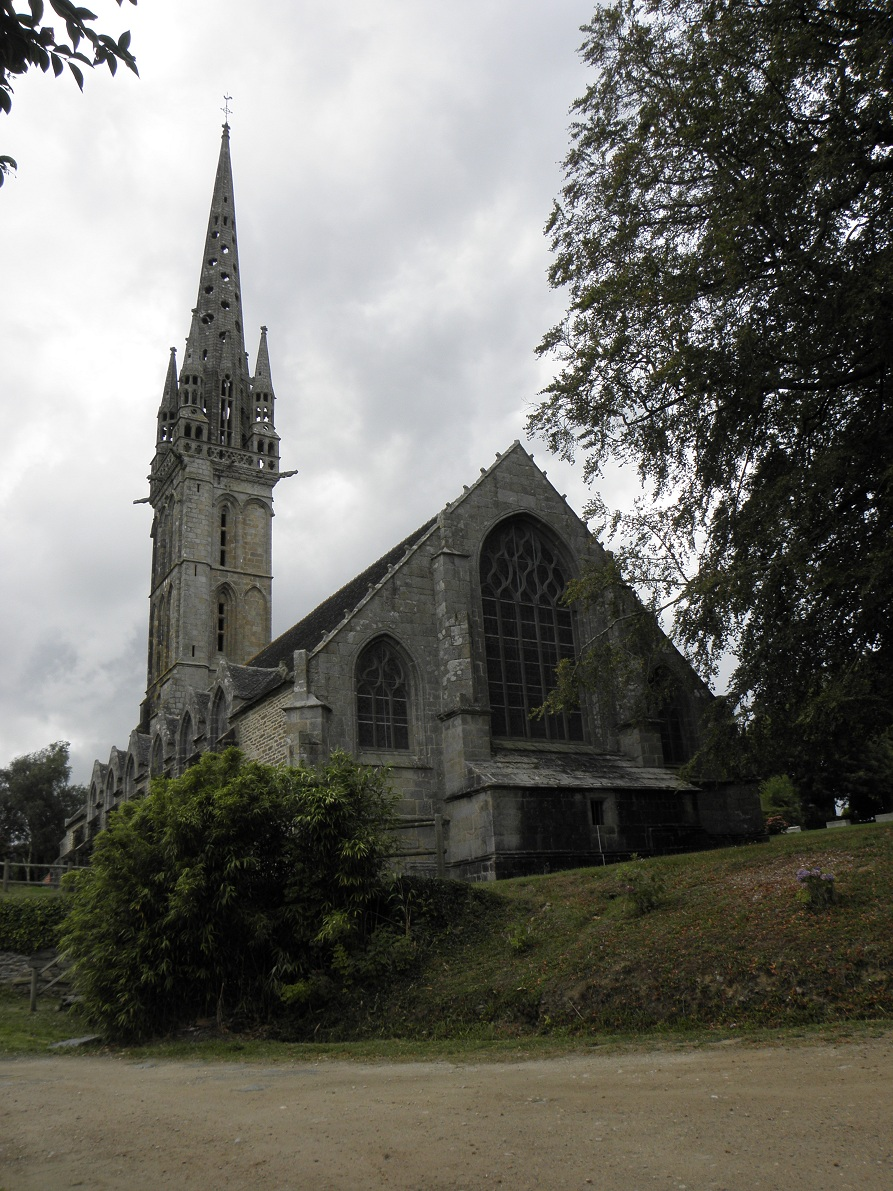
La chapelle Notre-Dame de Lambader.
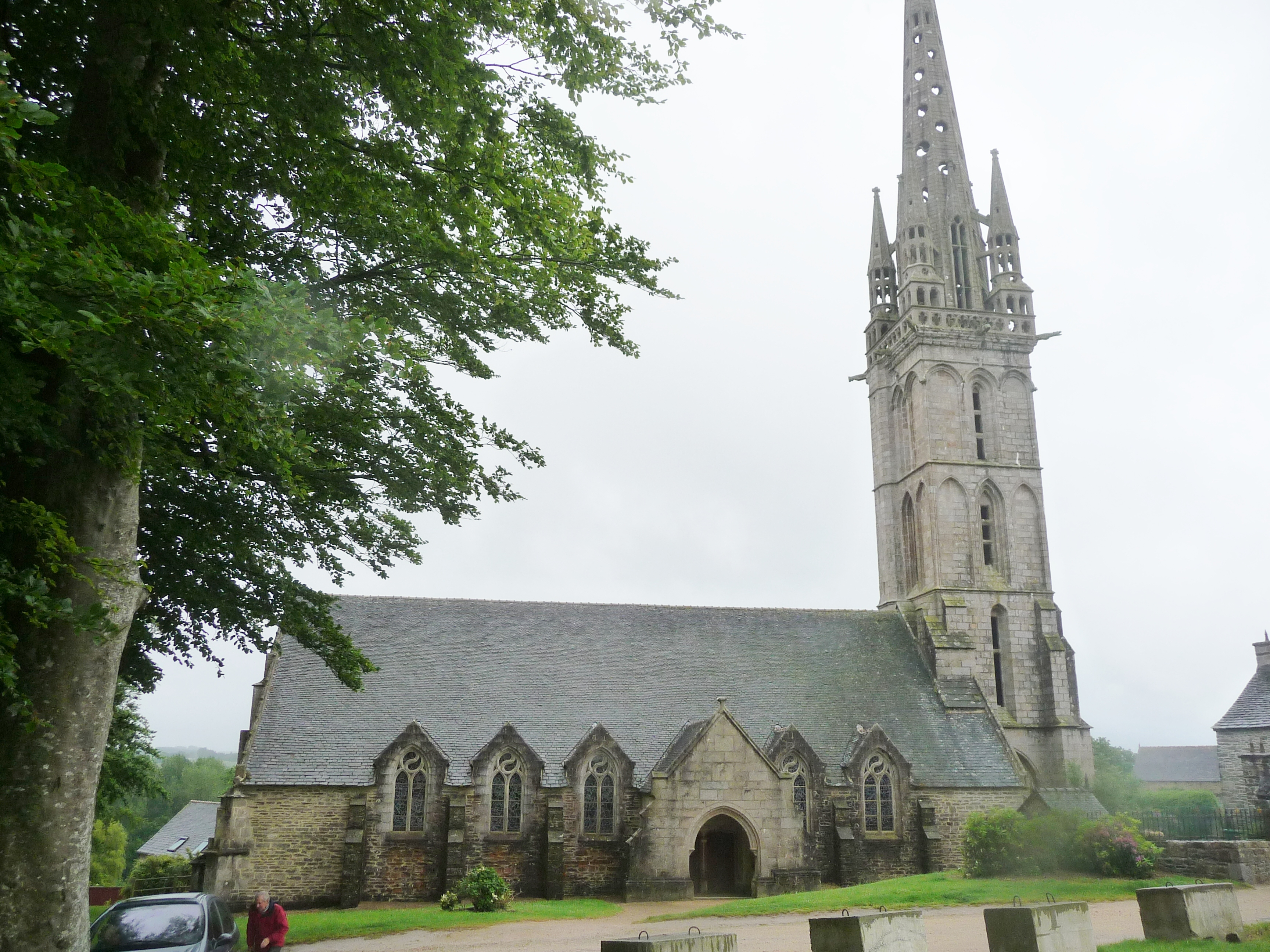
Chapelle Notre-Dame de Lambader, vue extérieure d'ensemble, côté nord.
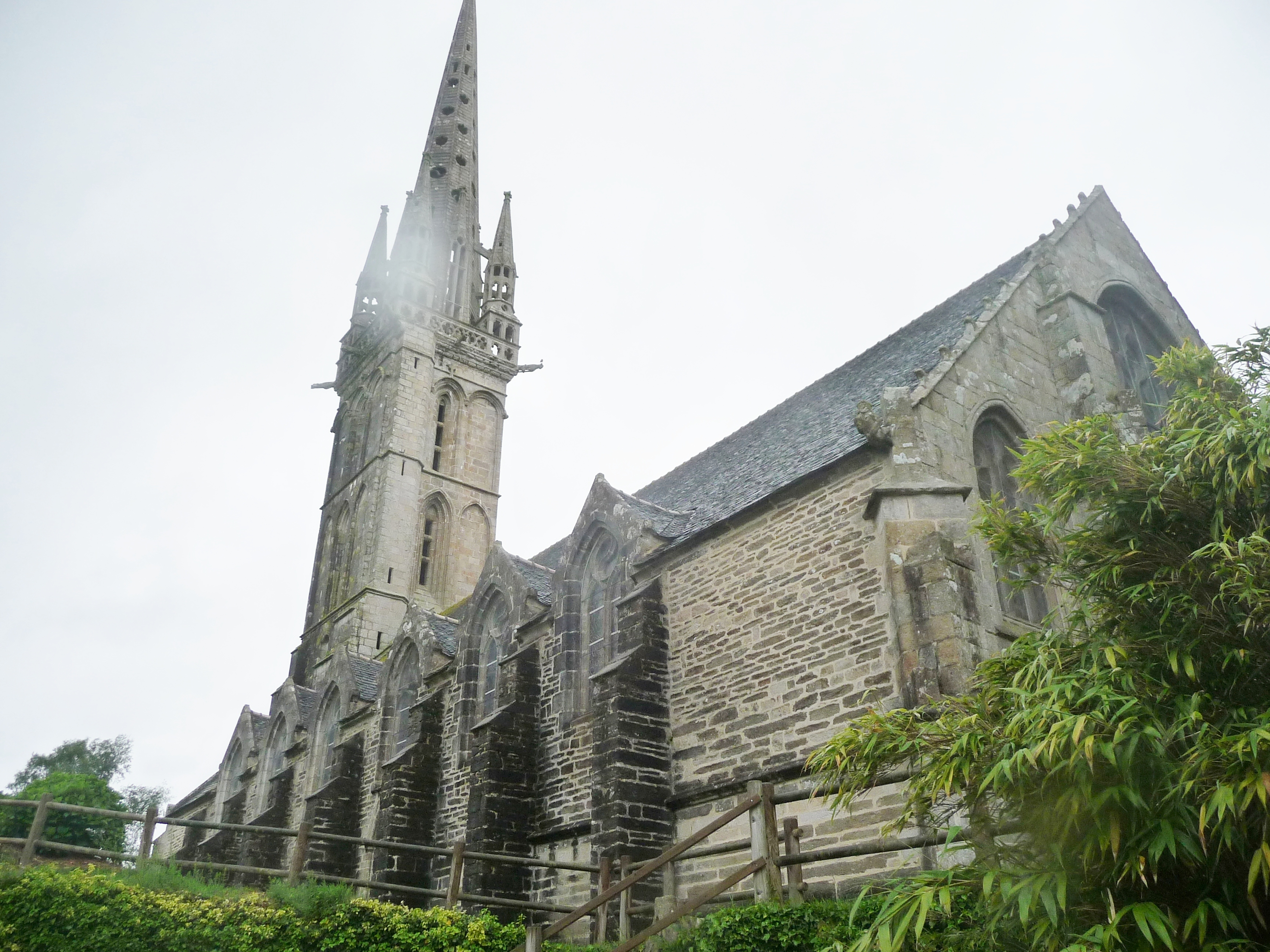
Chapelle Notre-Dame de Lambader, vue extérieure d'ensemble, côté sud.
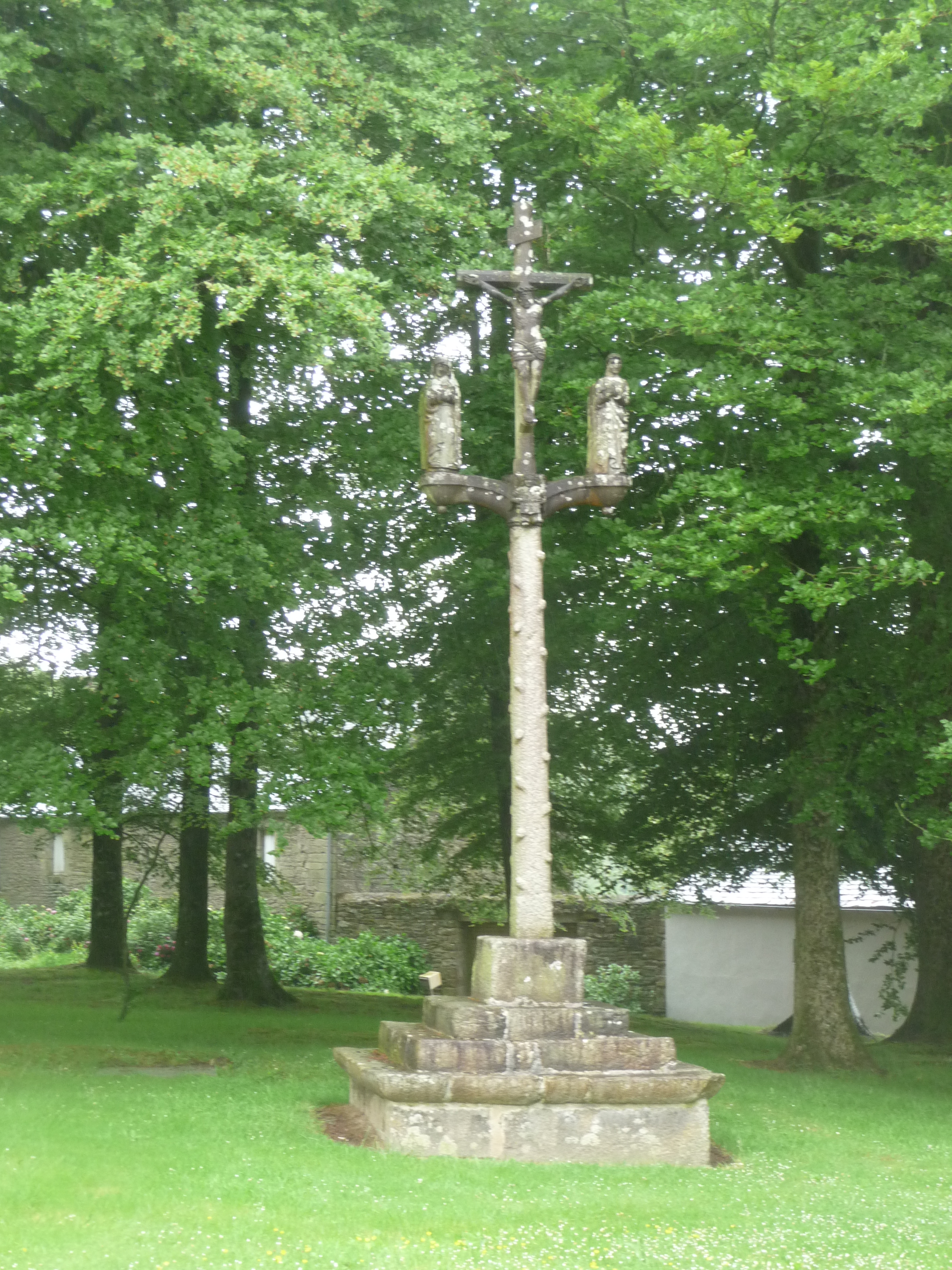
Le calvaire du placître de la chapelle de Lambader.
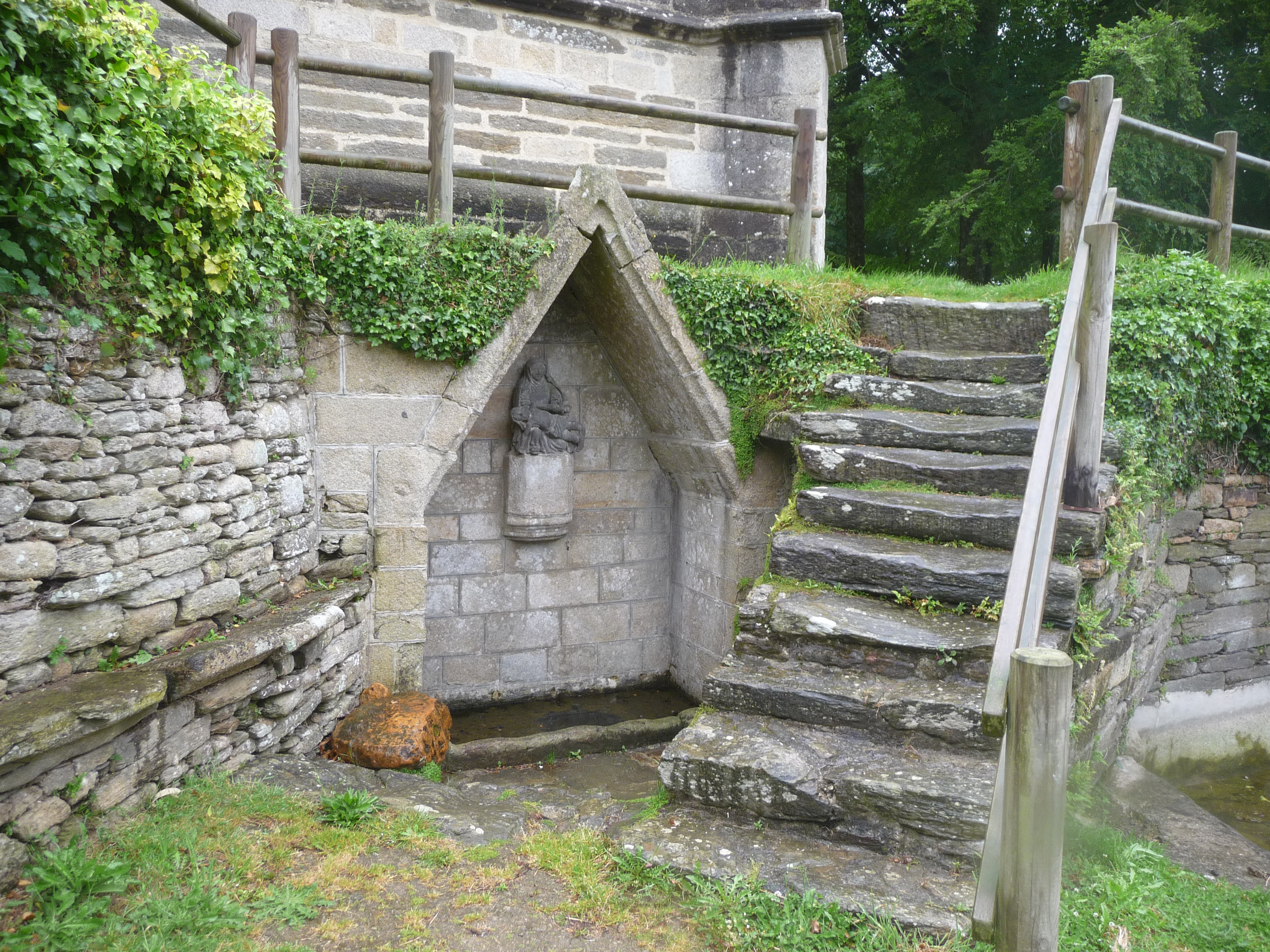
Chapelle Notre-Dame de Lambader : la fontaine du mur sud de la chapelle et sa pietà.
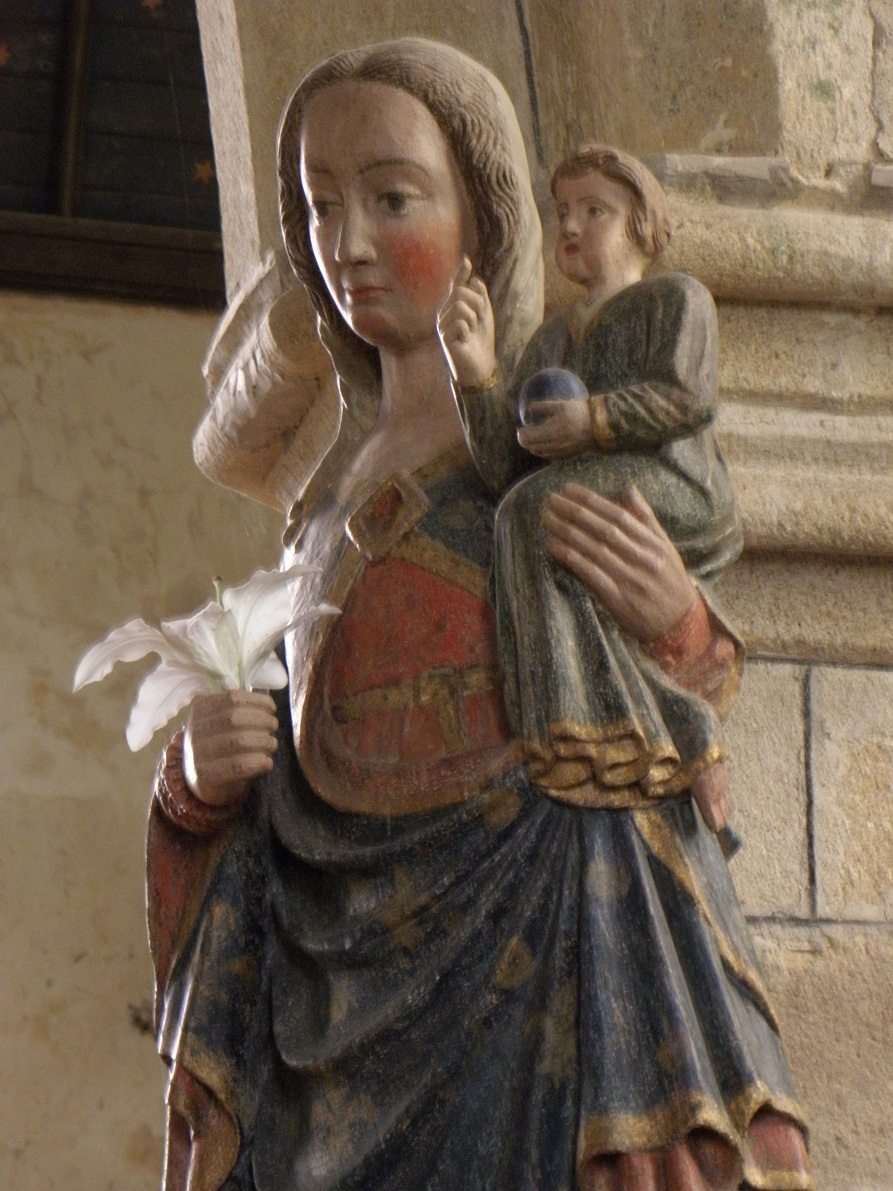
La statue de Notre-Dame de Lambader.
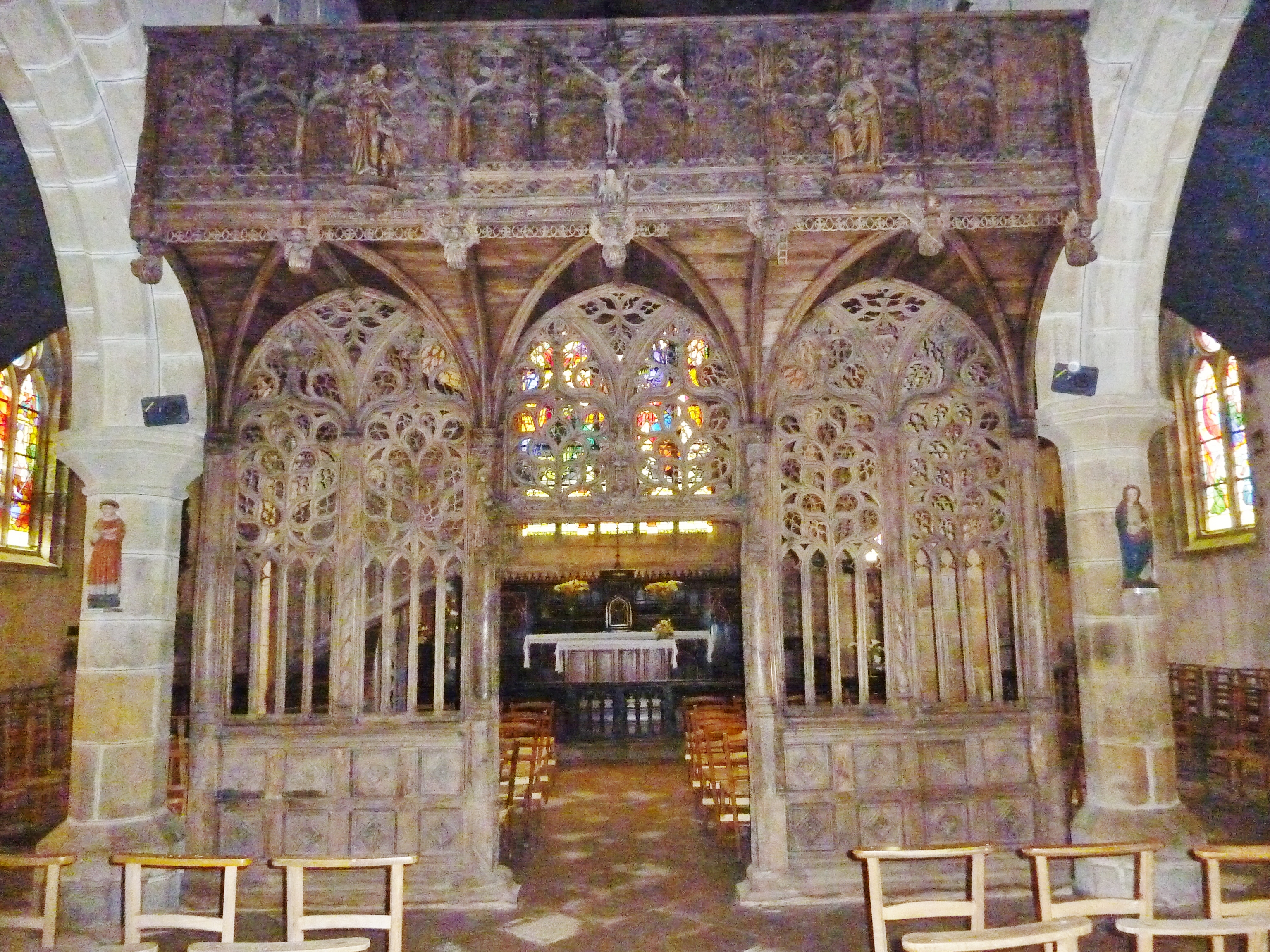
Chapelle Notre-Dame de Lambader : le jubé côté nef.
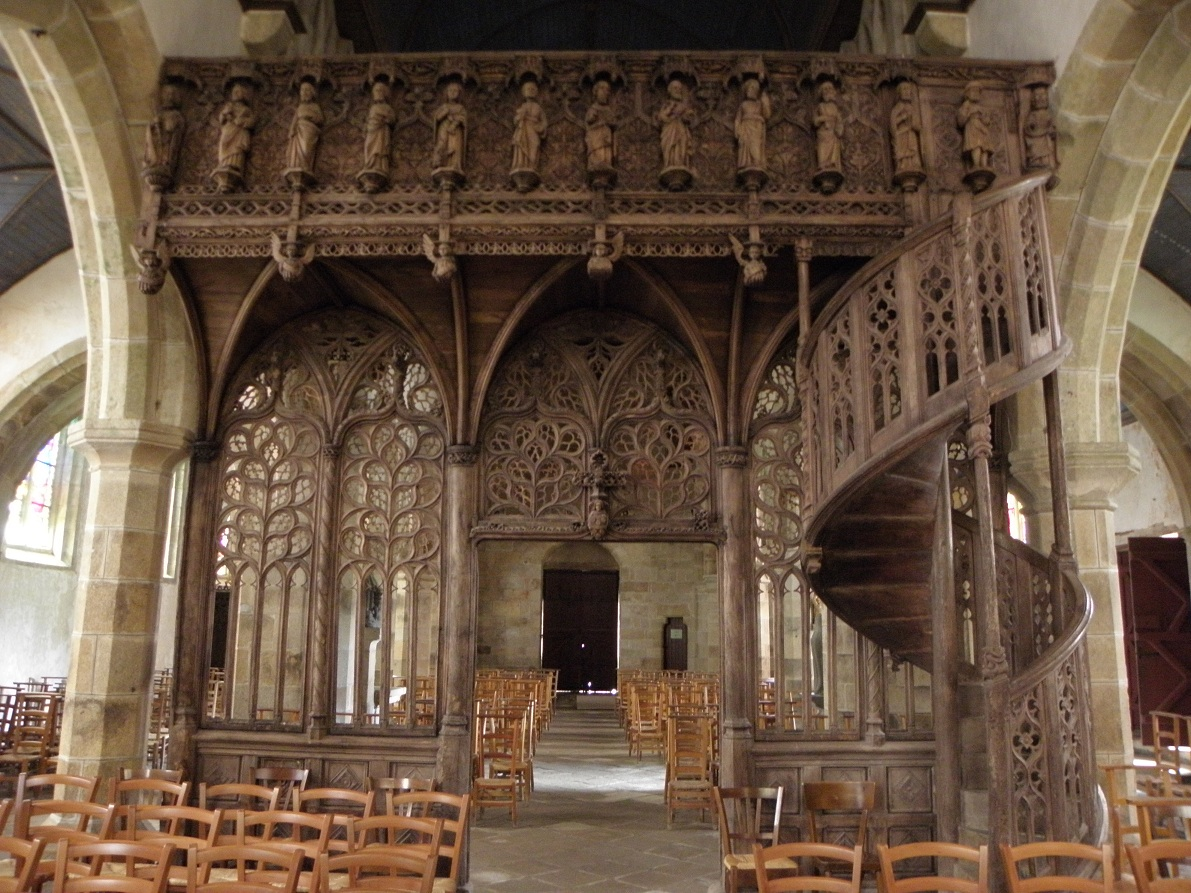
Chapelle Notre-Dame de Lambader : le jubé côté chœur.
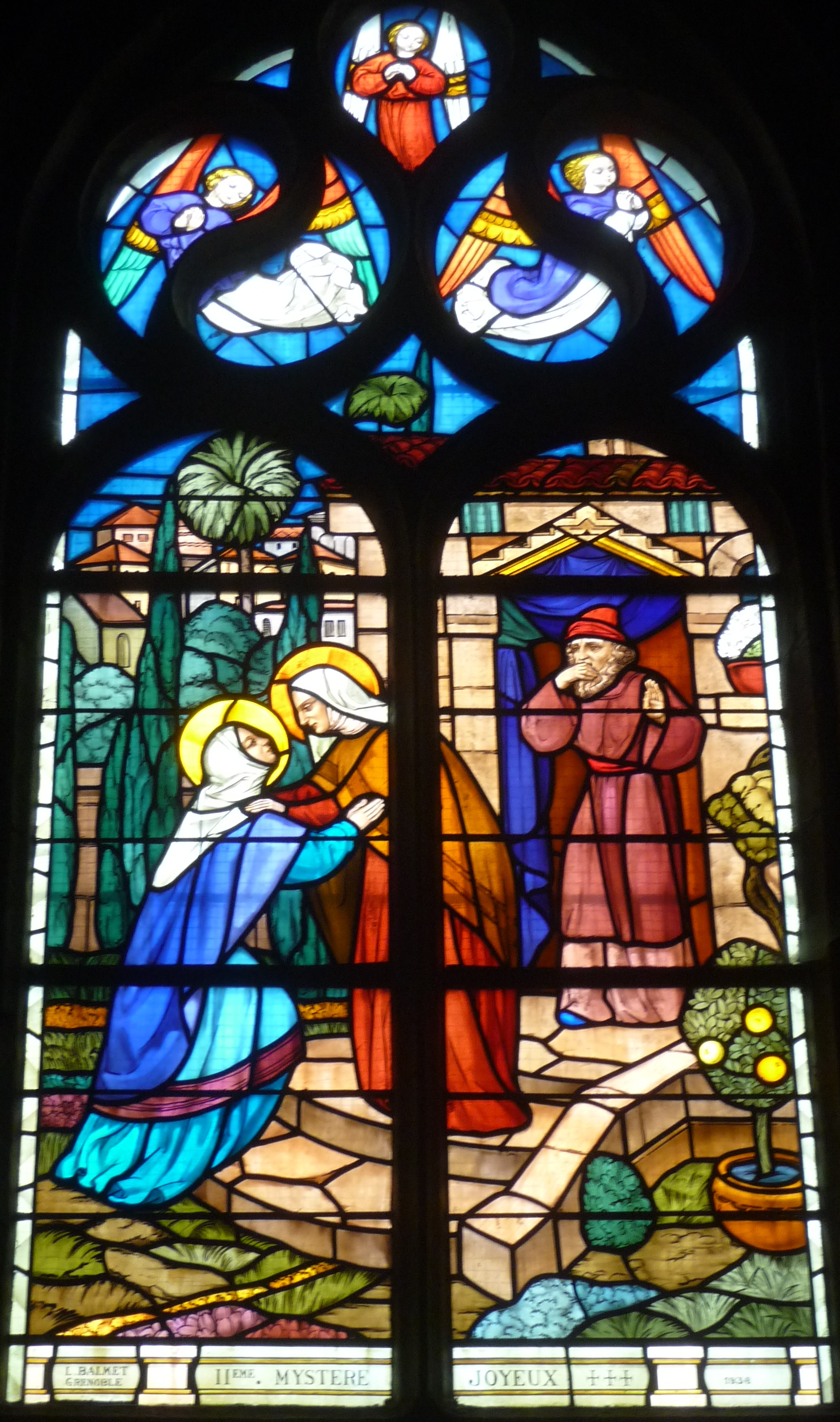
Chapelle Notre-Dame de Lambader : vitrail, les mystères du Rosaire, le 2e mystère joyeux (la Visitation).
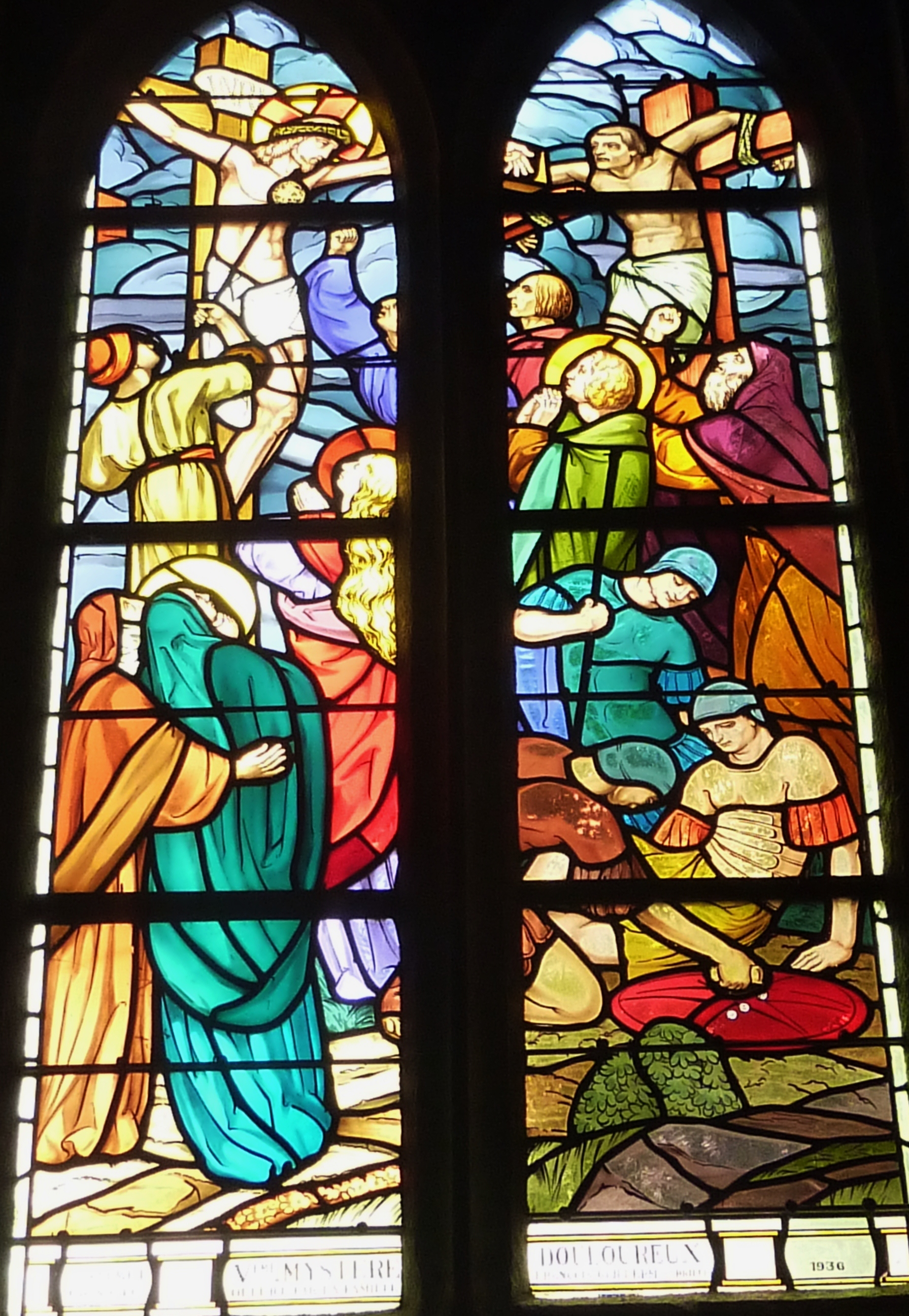
Chapelle Notre-Dame de Lambader : vitrail, les mystères du Rosaire, le 5e mystère douloureux (la Crucifixion).

### Châteaux et manoirs

#### Château de Keruzoret
Ce château est à ne pas confondre avec le château de Kérouzéré en Sibiril.
Château de Keruzoret (XVIIe siècle), attestée en 1400, comme propriété des Coatudavel, puis en 1440, comme propriété des Kersaintgilly. Il est partiellement reconstruit en 1669 et restauré au XXe siècle. Il fait place à un ancien manoir attesté en 1440. Dans la chapelle sont peints plusieurs écussons offrant les armoiries des familles Kersaintgily et leurs alliances. En 1910, Amaury Audren de Kerdrel, maire de Plouvorn de 1880 à 1921, fait appel à l'architecte parisien Henri Parent pour rénover l'ancien manoir.
Un manoir dont l'existence est attestée en 1440 (appartenant alors à la famille de Coatudavel, se composait initialement de deux ailes en équerre séparées par une tour carrée contenant un escalier à vis en pierre, selon le plan-type des manoirs bretons à l'époque. Il est la propriété à partir de 1519 de la famille de Kersaintgilly (ou Kersaint-Gilly) en raison du mariage cette-année-là de Françoise de l'Estang, dame douairière de Keruzoret, avec Hervé de Kersaintgilly. En 1581, le mariage de Jeanne de Kersaintgilly avec Hamon de Kersauson le fait passer aux mains de cette famille ; leur fille Isabeau de Kersauzon se maria vers 1600 avec Adrien Le Borgne (son père Adrien Le Borgne était seigneur de Lesquiffiou en Pleyber-Christ). Leur fils Hervé Le Borgne, seigneur de Keruzoret, se maria avec Marie de Penfentenyo, morte en 1660 au manoir de Kéruzoret.
Au XVIIe siècle, le manoir est enfoui dans les bois. On y accède par une allée qui longe l'étang et le moulin, et passe près du colombier, on traverse la cour des communs (ou basse-cour), on passe sous une porte cochère et on arrive dans la cour d'honneur du manoir, qui est une cour fermée.
Le manoir fut agrandi en 1666 par la construction de l'aile est, construite par Jean Le Borgne, fils des précédents, seigneur de Keruzoret et sa femme Suzanne Barbier de Kernao. Leur fils Allain Louys Le Borgne de Keruzoret, chevalier, est seigneur de Keruzoret et se marie en 1692 avec Marie Anne du Coëtlosquet. Leur fils, le comte Alain François Le Borgne de Keruzoret fut capitaine de vaisseau du Roy et chevalier de l'ordre royal et militaire de Saint-Louis ; il se maria en 1757 avec Marie Jacquette Françoise de Kerouartz. Ils eurent deux fils Jacques Alain Marie Pierre, né en 1761, et Jean Mathurin, né en 1764, disparus dans la tourmente révolutionnaire. Jean François Le Borgne de Keruzoret, un cousin des précédents, en hérita. En 1833, le mariage de sa fille Sidonie Le Borgne de Keruzoret avec le comte Casimir Audren de Kerdrel fit passer le domaine au sein de cette famille ; leur fils Amaury Audren de Kerdrel fut maire de Plouvorn entre 1880 et 1921 et conseiller général du Finistère.
Entre 1865 et 1867, le manoir fut transformé en château de style néogothique par l'architecte parisien Henri Parent, qui suréleva le château et lui ajouta une aile ouest en équerre par rapport aux autres bâtiments et, à l'est, un pavillon avec, en équerre également, une terrasse surélevée donnant sur la cour. Les deux façades de la construction initiale  du XVIe siècle sont totalement remodelées, les fenêtres agrandies et remodelées. Un placage de schiste et de granite est apposé sur les murs, transformant totalement l'aspect extérieur de l'habitation. La galerie conserve sa porte cochère, ais se termine désormais par un encorbellement en granite. La cour d'honneur ouverte sur le parc, qui fut aussi totalement réaménagé. L'accès au château se fait désormais par une longue allée bordée de hêtres longue d'un kilomètre et qui est l'allée principale actuelle
En 1537 la chapelle Saint-Trémeur fut construite dans le parc du château ; elle fut reconstruite à l'identique en 1792. Sa façade présente des statues de saint Trémeur, saint Christophe et d'un évêque, peut-être saint Pol.

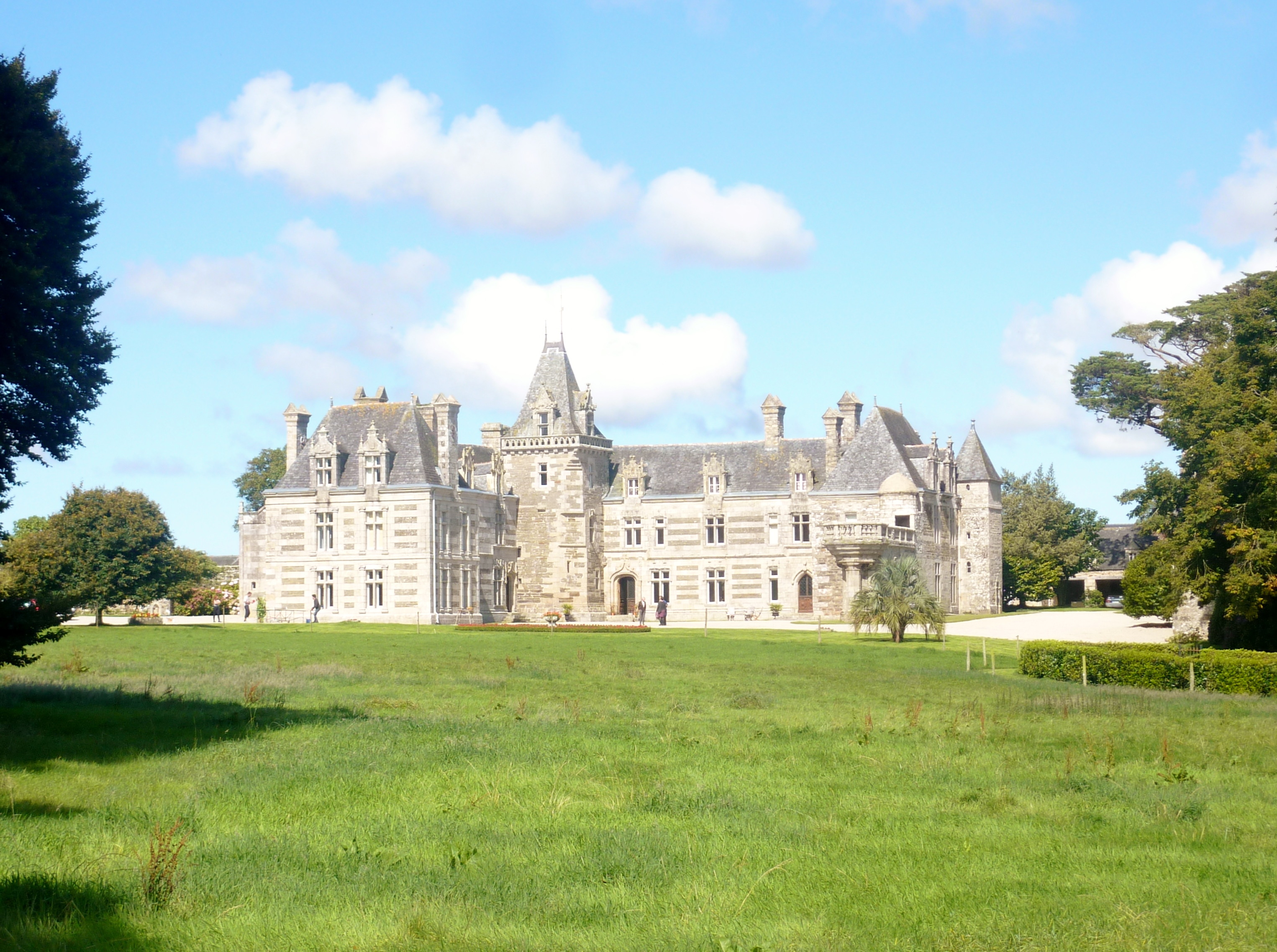
Le château de Keruzoret : vue d'ensemble depuis le parc du château
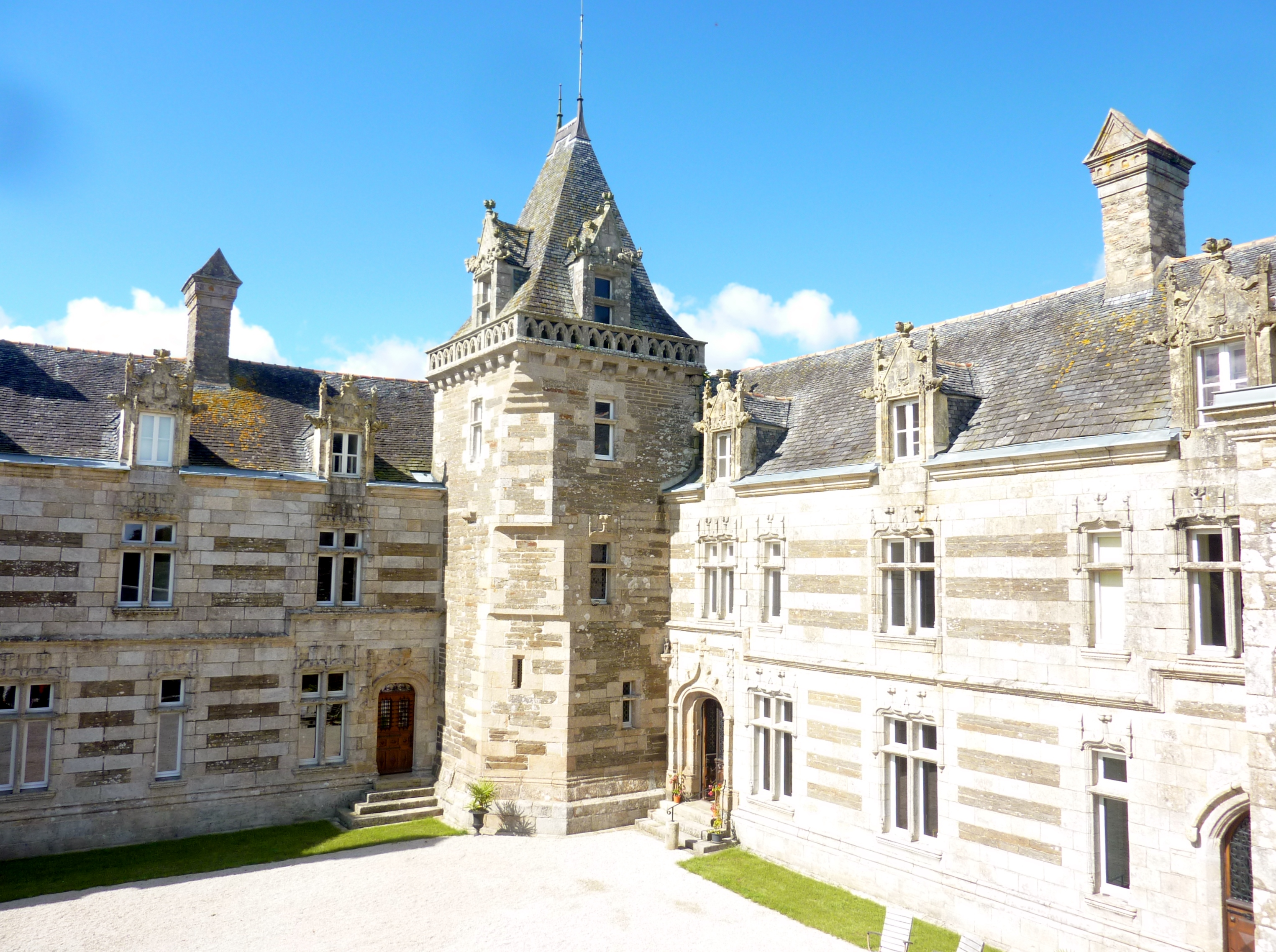
La façade du château de Keruzoret (partie centrale)
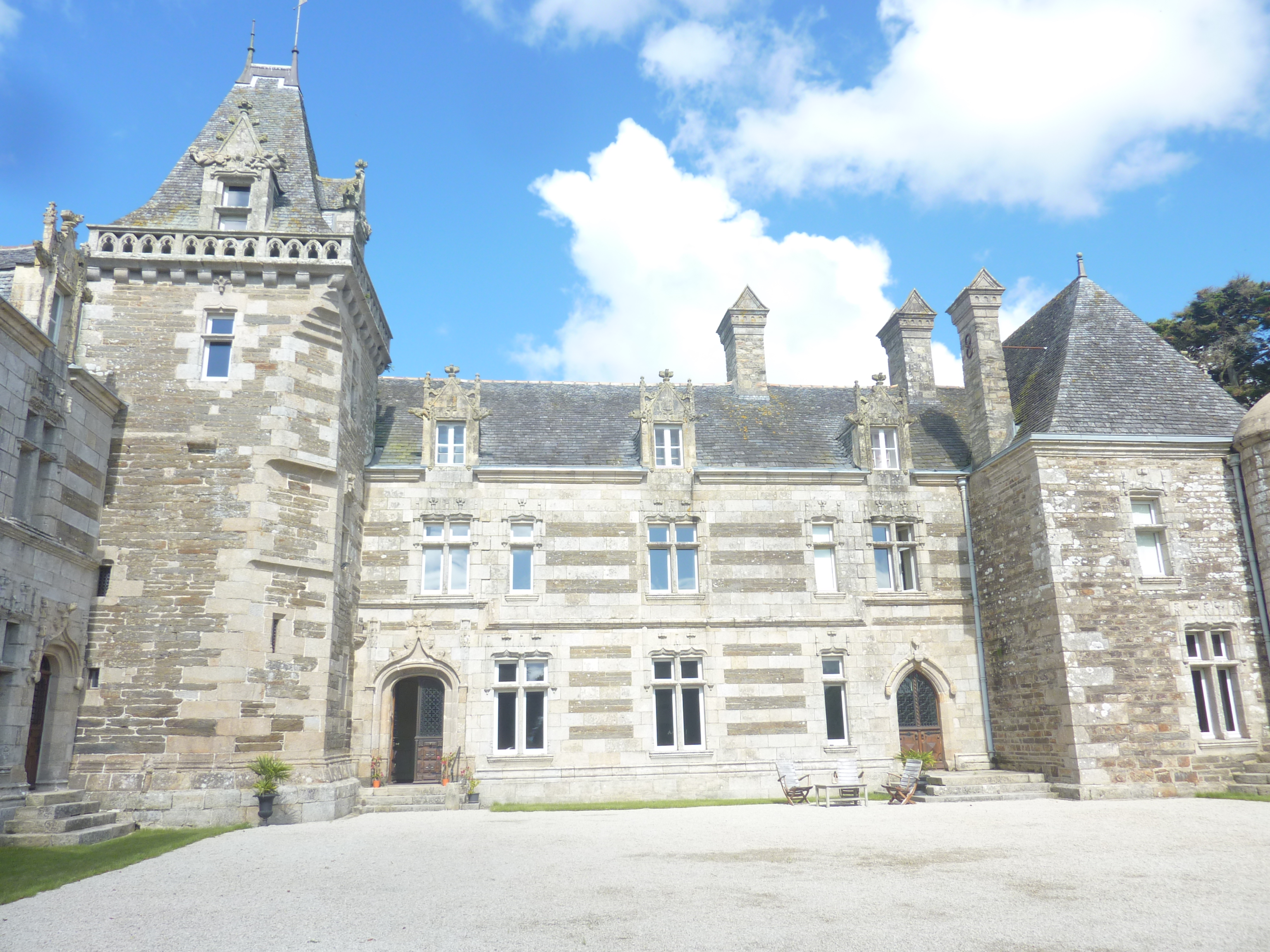
La façade du château de Keruzoret (aile droite)
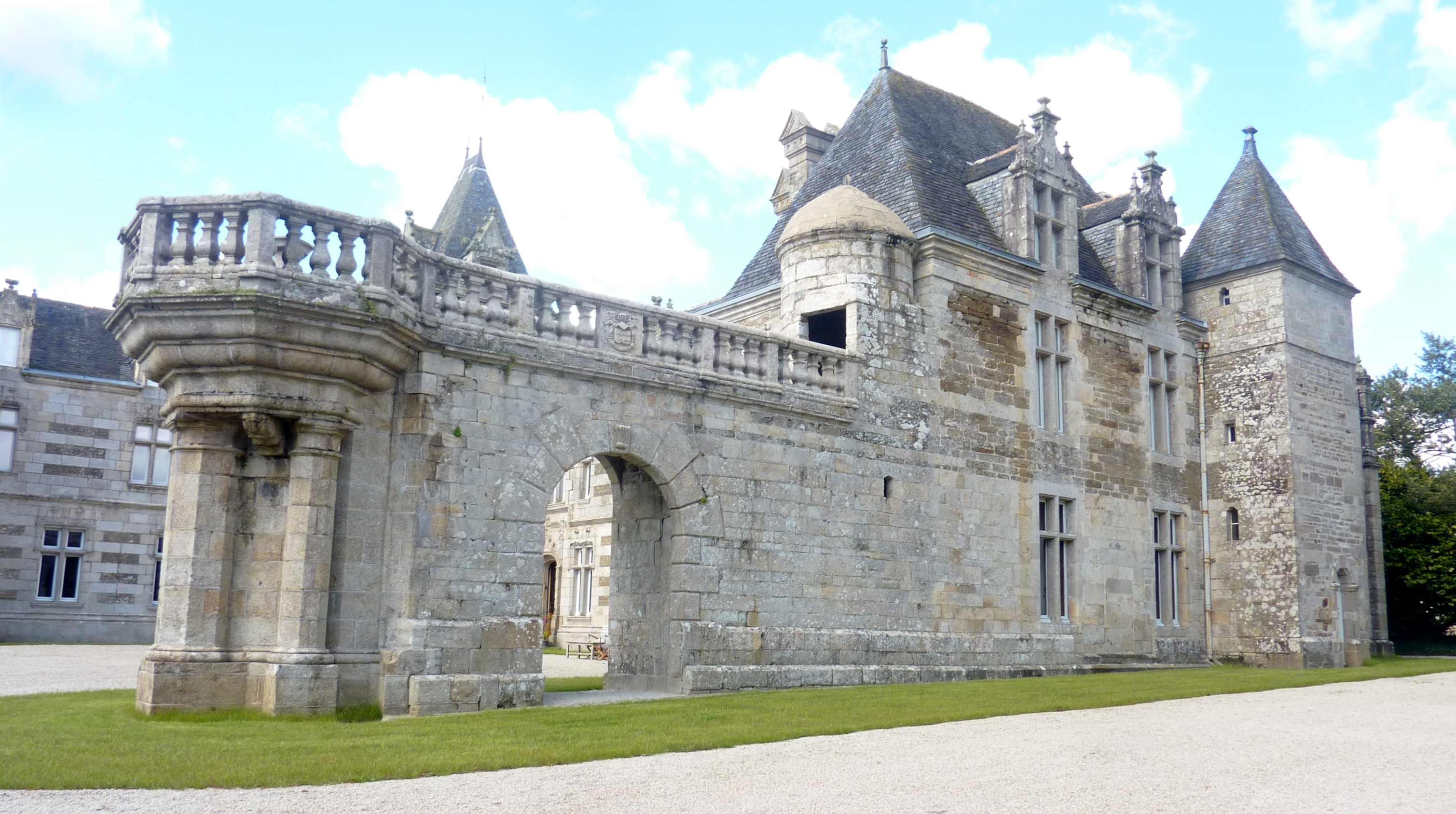
Château de Keruzoret : façade orientale et sa galerie, avec la porte cochère
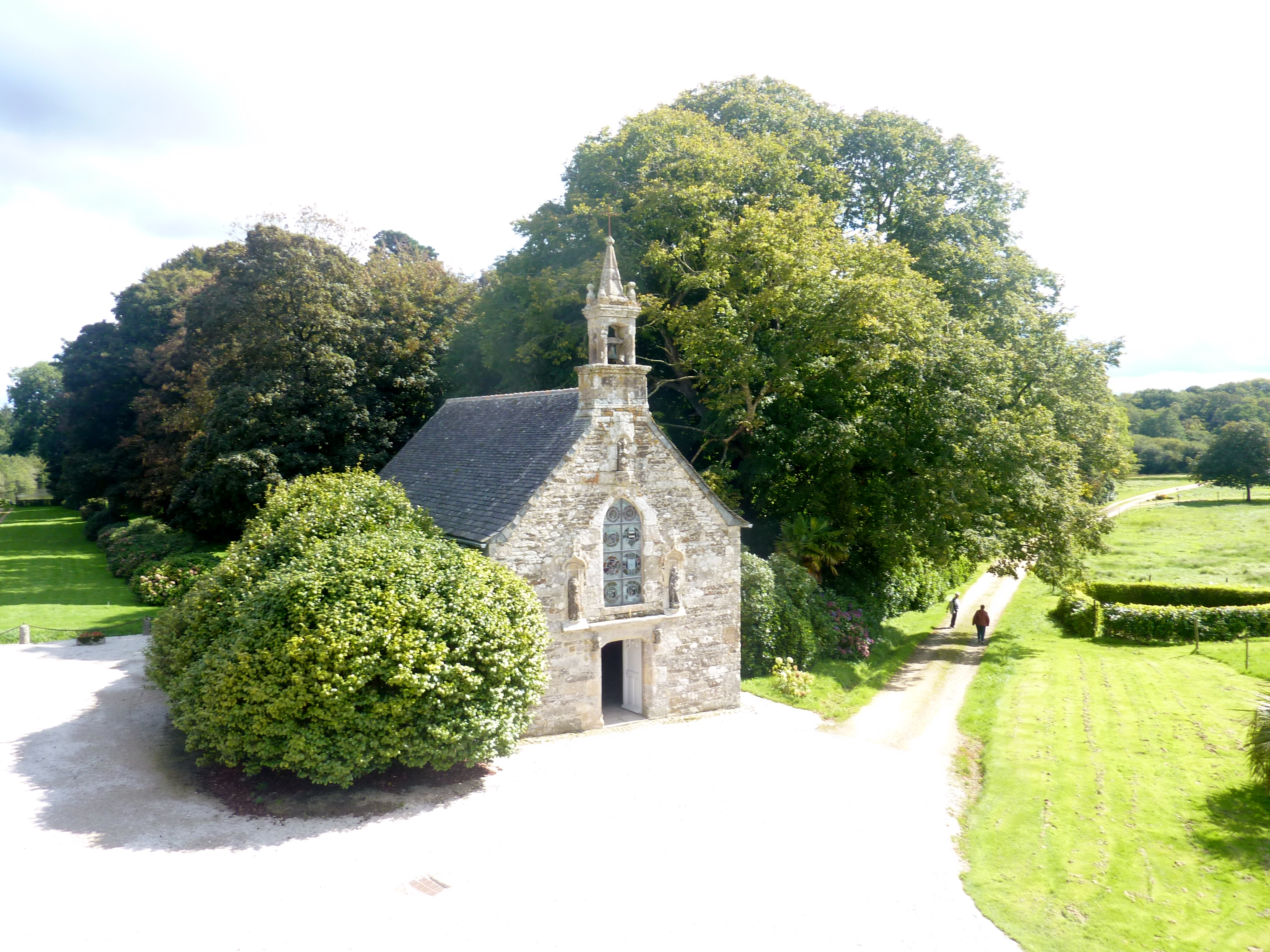
La chapelle Saint-Trémeur (dans le parc du château)
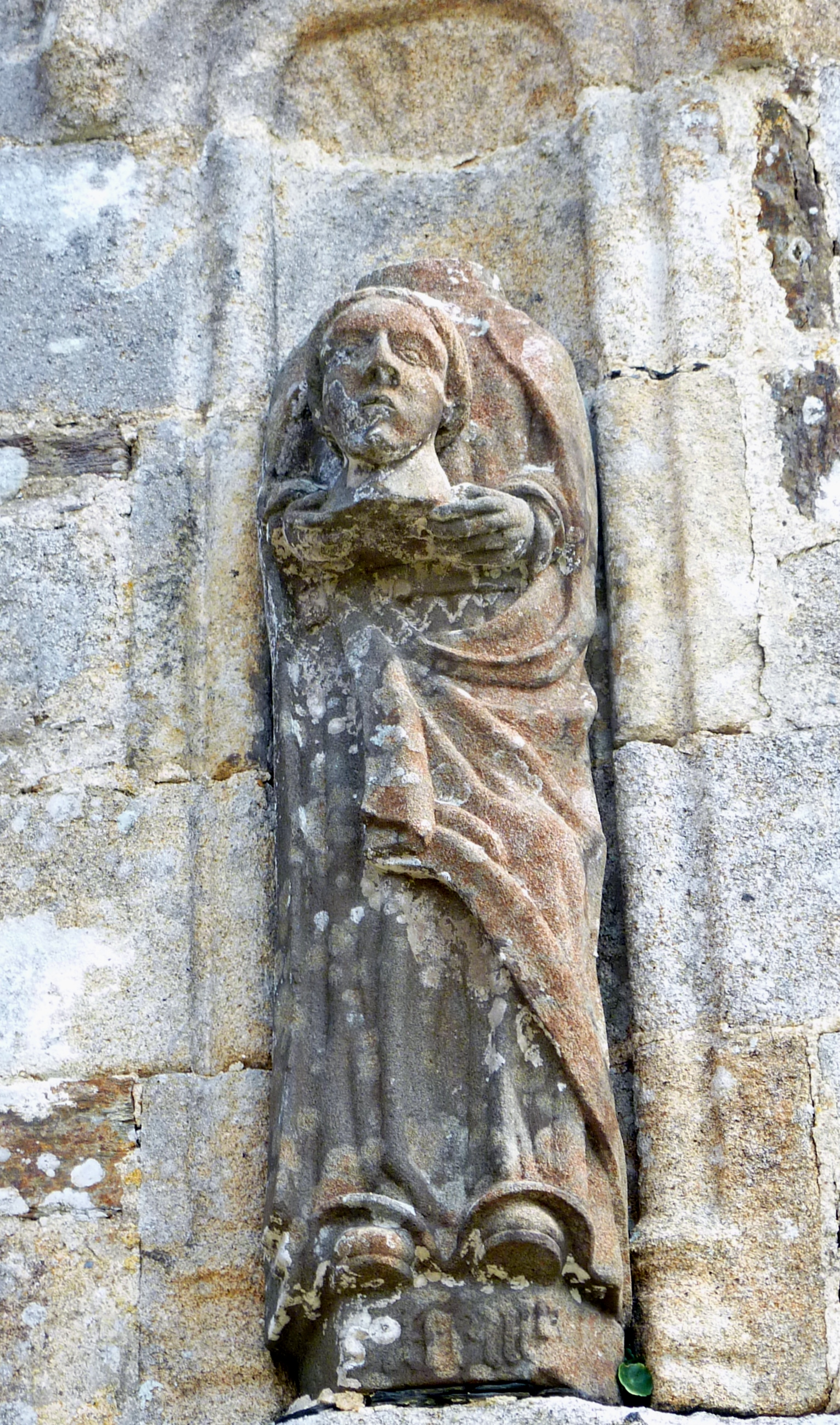
Façade de la chapelle Saint-Trémeur : statue de saint Trémeur
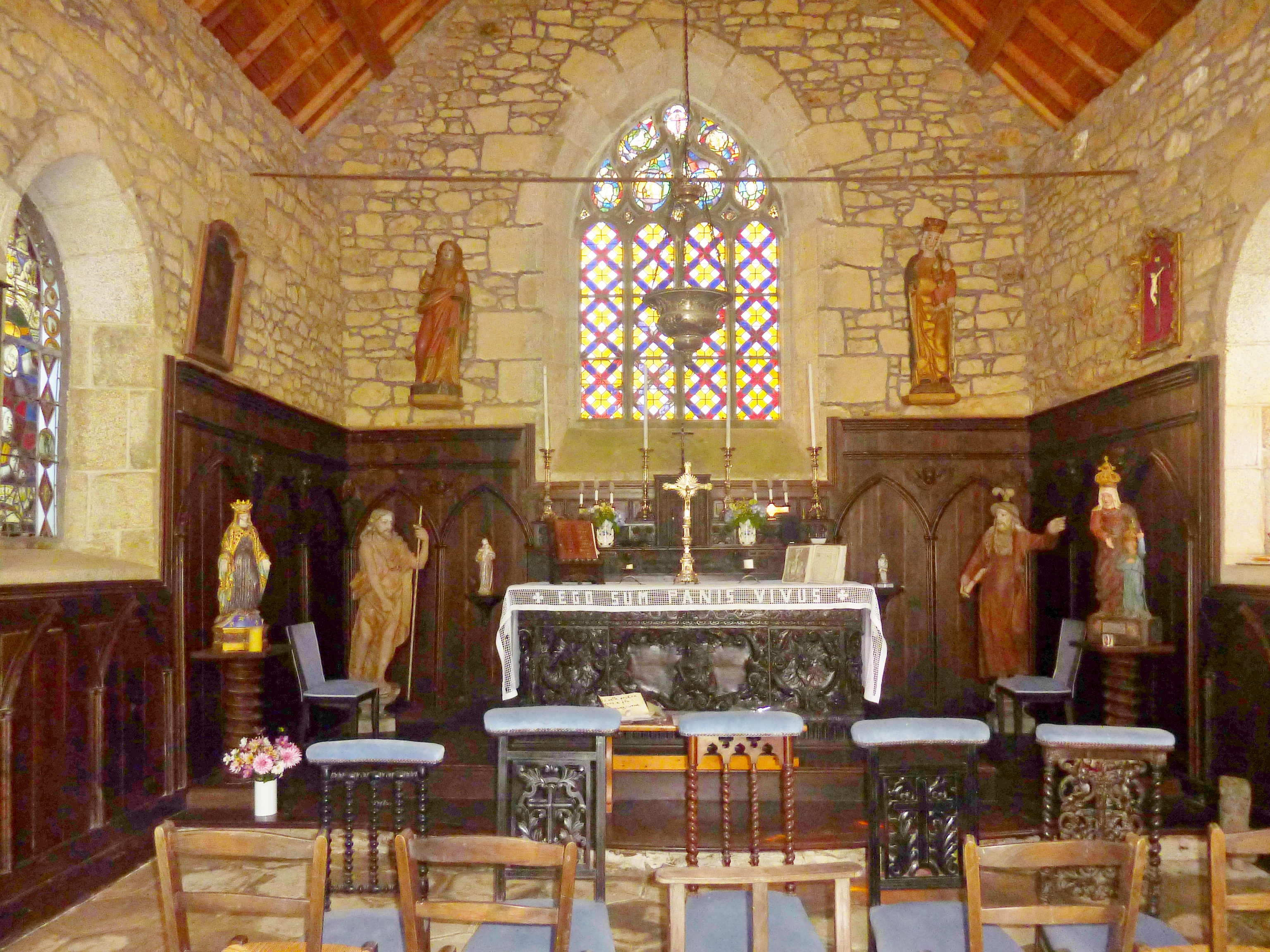
Chapelle Saint-Trémeur : vue intérieure d'ensemble
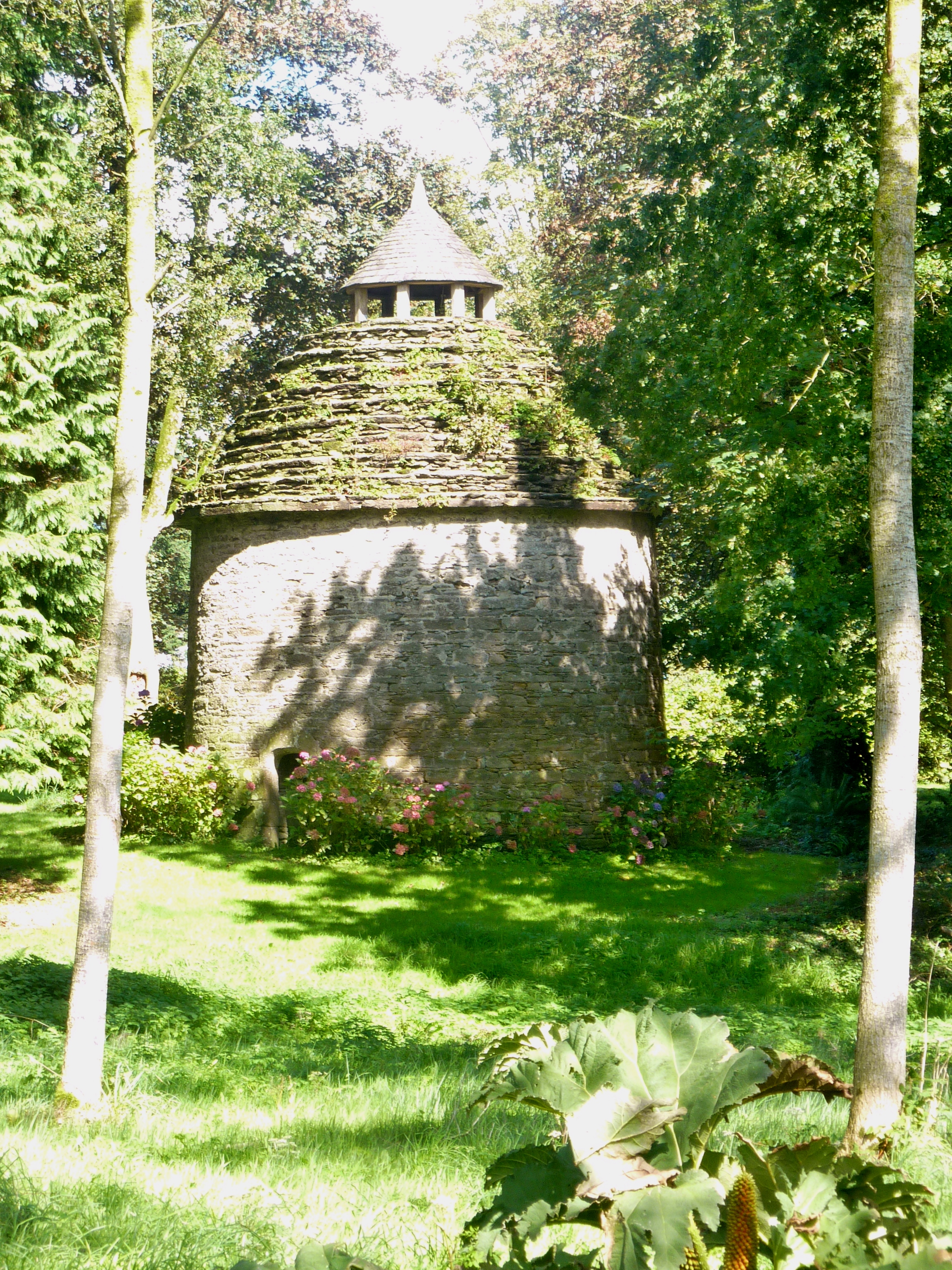
Le pigeonnier du manoir de Keruzoret
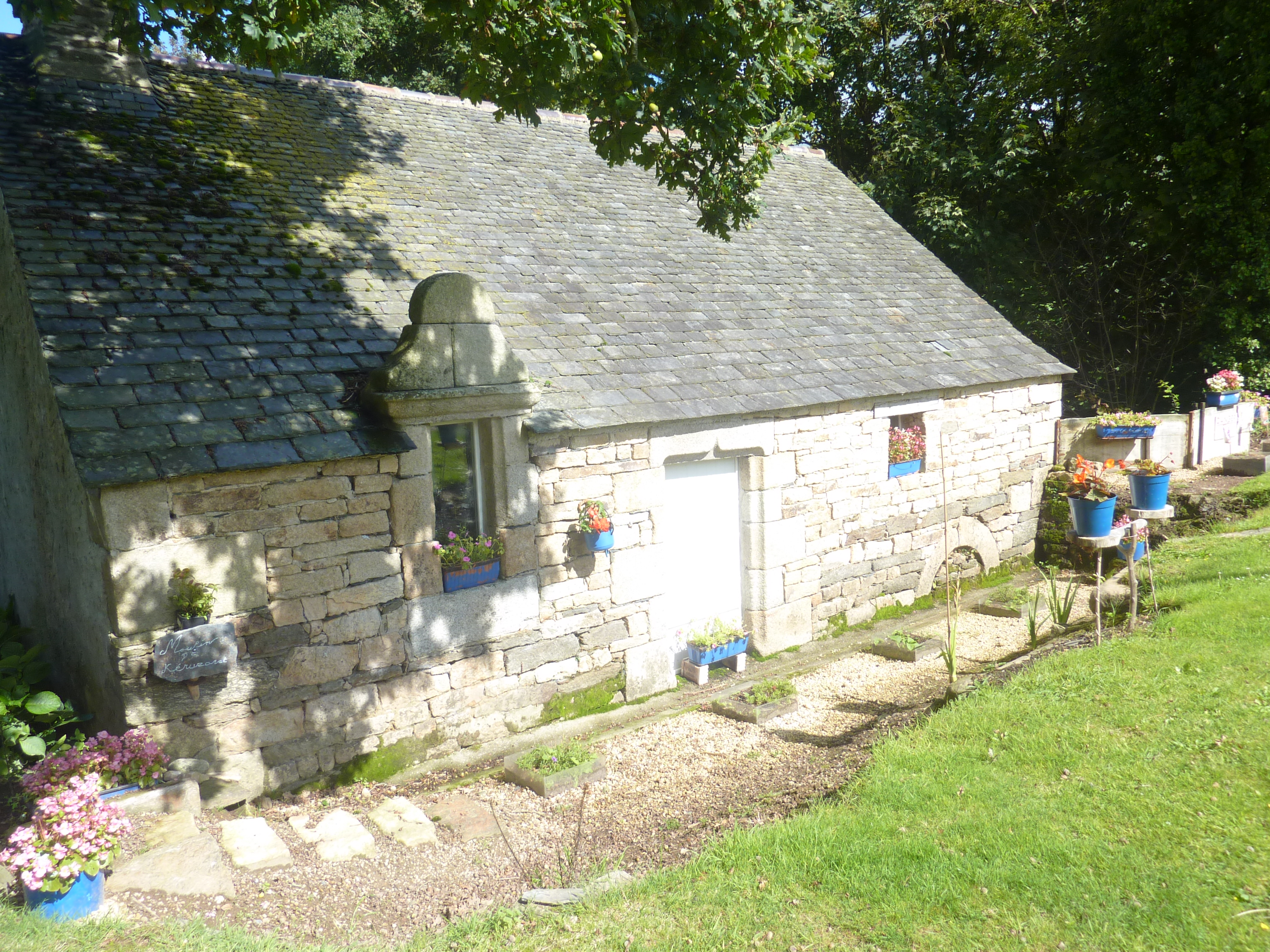
Ancien moulin à l'entrée du parc du château de Keruzoret
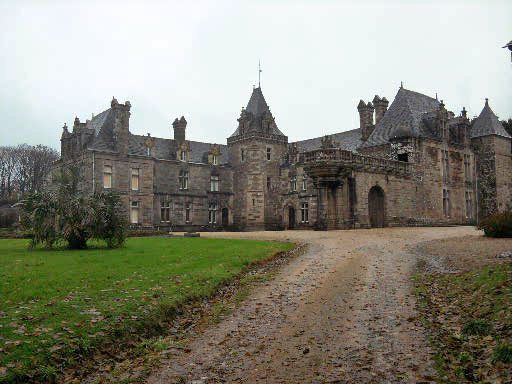
Château de Keruzoret.

##### Autres châteaux et manoirs
Le château de Troërin (XVIIe siècle) fait place à un ancien manoir attesté dès 1413, reconstruit par Charles de Troërin en 1653. Corentine de Troërin, devenue Mme de La Tullaye, hérite de ce manoir en 1768. Sa fille Henriette et son mari, Charles de Réals, bâtissent à sa place en 1815 le château à deux étages qui existe désormais, en conservant l'aile de Charles de Troërin. La façade du bâtiment, de style XVIIIe siècle, est en schiste du pays
Le manoir du Tromeur (ou Traon Meur) comprend la chapelle Sainte-Anne, un moulin et un étang ayant appartenu au Marquis du Dresnay. Transmis à sa fille Amicie du Dresnay puis à Christian de Prudhomme de La Boussinière son fils qui le transmit à sa fille Brigitte de Prudhomme de La Boussinière. Aujourd'hui il appartient à un de ses fils, Marc Fonlladosa, qui fit don de la chapelle à la commune.

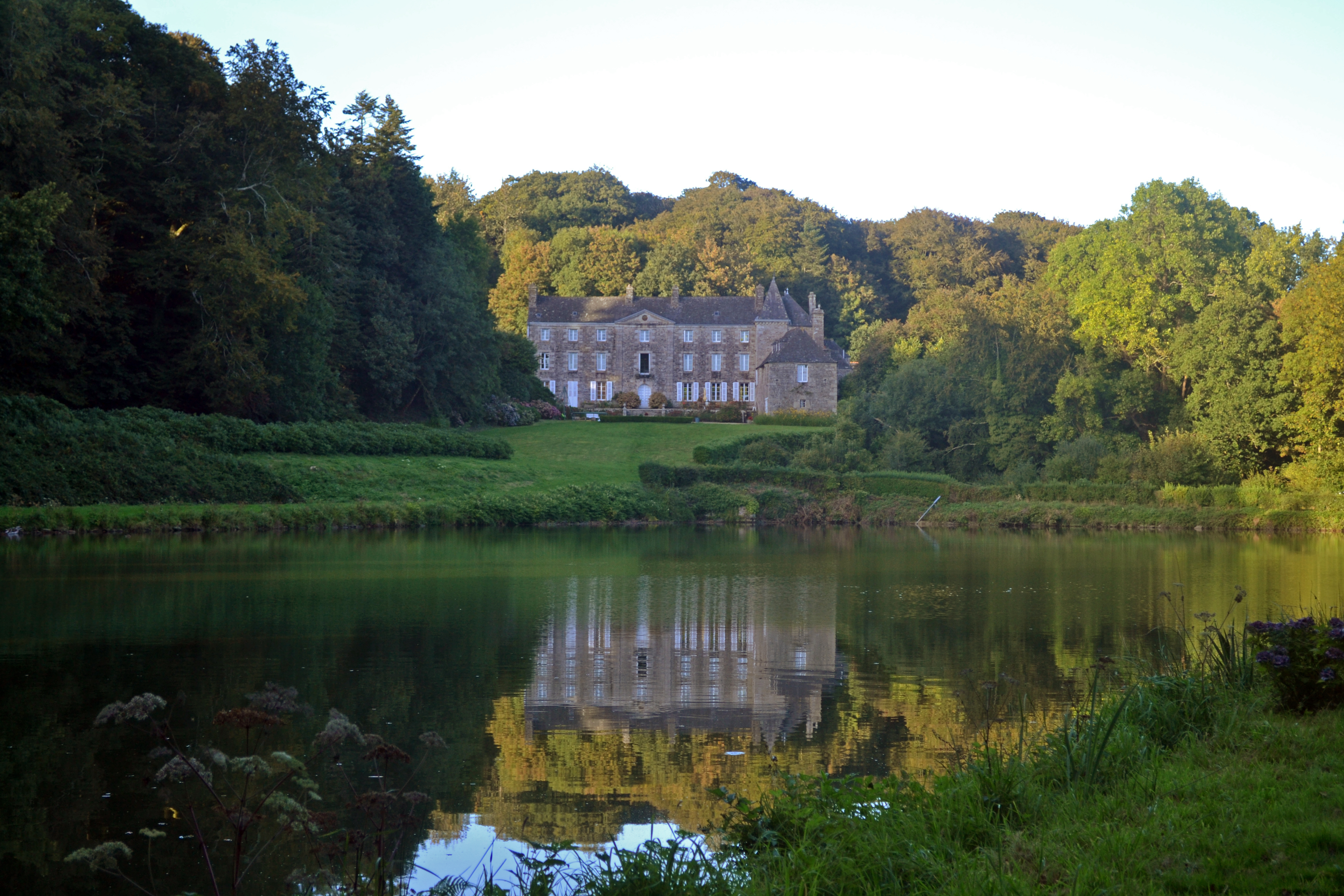
Château de Troërin.
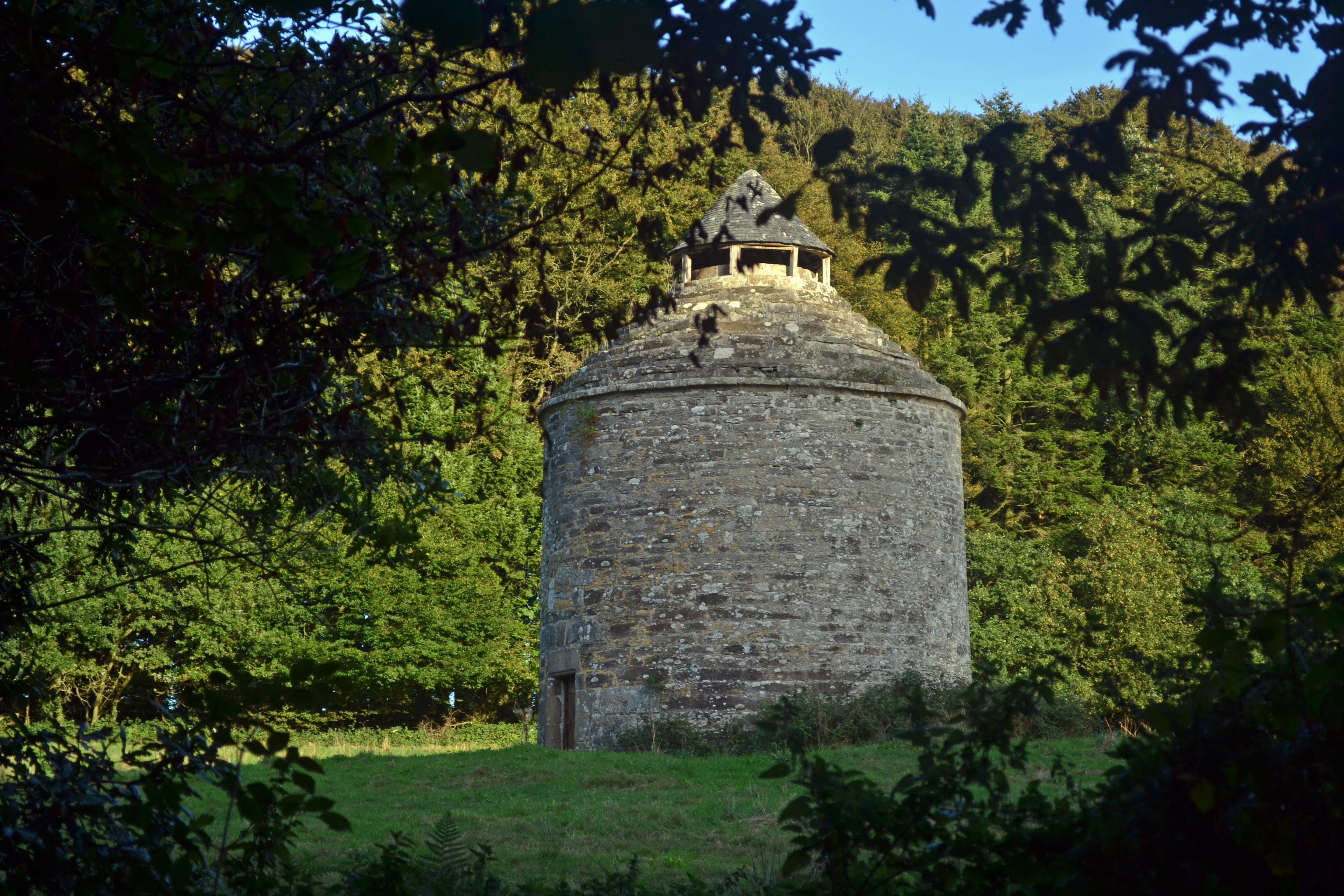
Pigeonnier du château de Troërin.

### Langue bretonne
À la rentrée 2017, 75 élèves étaient scolarisés dans la filière bilingue catholique (soit 22,7 % des enfants de la commune inscrits dans le primaire).

### Personnalités liées à la commune
- Yves Mahyeuc (1462-1541), évêque de Rennes, né à Plouvorn. L'église paroissiale contient un monument à sa mémoire, qui date de 1907.
- Charles Boscals de Réals (1830-1901), militaire, mort à Plouvorn.
- Jacques de Menou (1932-2010), homme politique, maire de Plouvorn durant 42 ans. Il est mort à Plouvorn.
- Yvon Le Roux (1960), footballeur international (28 sélections), né à Plouvorn.